# Chery Automobile
Chery Automobile, conegut amb el nom comercial Chery (xinès: 奇瑞), és un fabricant d'automòbils de propietat estatal xinès amb seu a Wuhu, Anhui, Xina. Fundat el 1997, actualment és el tercer fabricant d'automòbils de la Xina, amb 1.881.316 vehicles venuts el 2023.
Els principals productes de Chery són els turismes, els monovolums i els vehicles tot camí; ven cotxes de passatgers amb la marca Chery i vehicles comercials amb la marca Karry.
En pinyin el nom és "qíruì" i en anglès és "cheery", però després d'un error en el procés d'assignar el nom, la companyia va decidir de no canviar-lo. Està en mans del govern local de Wuhu, tot i que està previst privatitzar-la parcialment.
A 2024, la companyia té vuit marques actives, inclosa la marca principal Chery (amb les submarques Chery Fulwin i Chery New Energy per a híbrid endollable i cotxes elèctrics respectivament), Exeed per a vehicles premium, Luxeed com a marca col·laborativa de cotxes elèctrics amb Huawei, Jetour que se centra en els SUV, iCar per als SUV elèctrics, Karry per als vehicles comercials i Omoda/Jaecoo per als mercats d'exportació. La companyia també opera una empresa conjunta amb JLR des de 2012 anomenada Chery Jaguar Land Rover per a la producció de Jaguar i Land Rover vehicles a Xina.

## Història
Fundada l'any 1997 per 5 empreses de capital d'Anhui amb un capital de 1.752 bilions de RMB; la construcció de la fàbrica s'inicià el 18 de març de 1997 a Wuhu, província d'Anhui, Xina; el mateix any, el 18 de desembre, surt el primer cotxe.
L'any 2007 va vendre a tot el món 381.000 cotxes, el que representa un increment del 24,8%, juntament amb el volum de vendes fora de la Xina que es va incrementar en un 132%, arribant als 119.800 unitats; aquest fet col·loca a Chery com el 4t fabricant de cotxes xinès.
Arran de la trobada de principis de setembre de 2010 a Hefei (RP Xina) entre el president de la companyia i el President de la Generalitat de Catalunya, José Montilla, es creà un grup de treball per estudiar la possibilitat d'instal·lar la primera fàbrica de vehicles o components de l'empresa a Catalunya, i per tant, la primera d'un país occidental. Les ubicacions que sonaren amb més força per a la nova fàbrica foren: L'Espluga de Francolí (Conca de Barberà), Vila-rodona (Alt Camp), Abrera (Baix Llobregat) i Santa Oliva (Baix Penedès).

## Productes

### Chery

#### Sedans
- Chery Arrizo 5/Arrizo 5 Pro/Arrizo EX (2016–present)
- Chery Arrizo 5 Plus/Arrizo GX (2018–present)
- Chery Arrizo 8 (2022–present)

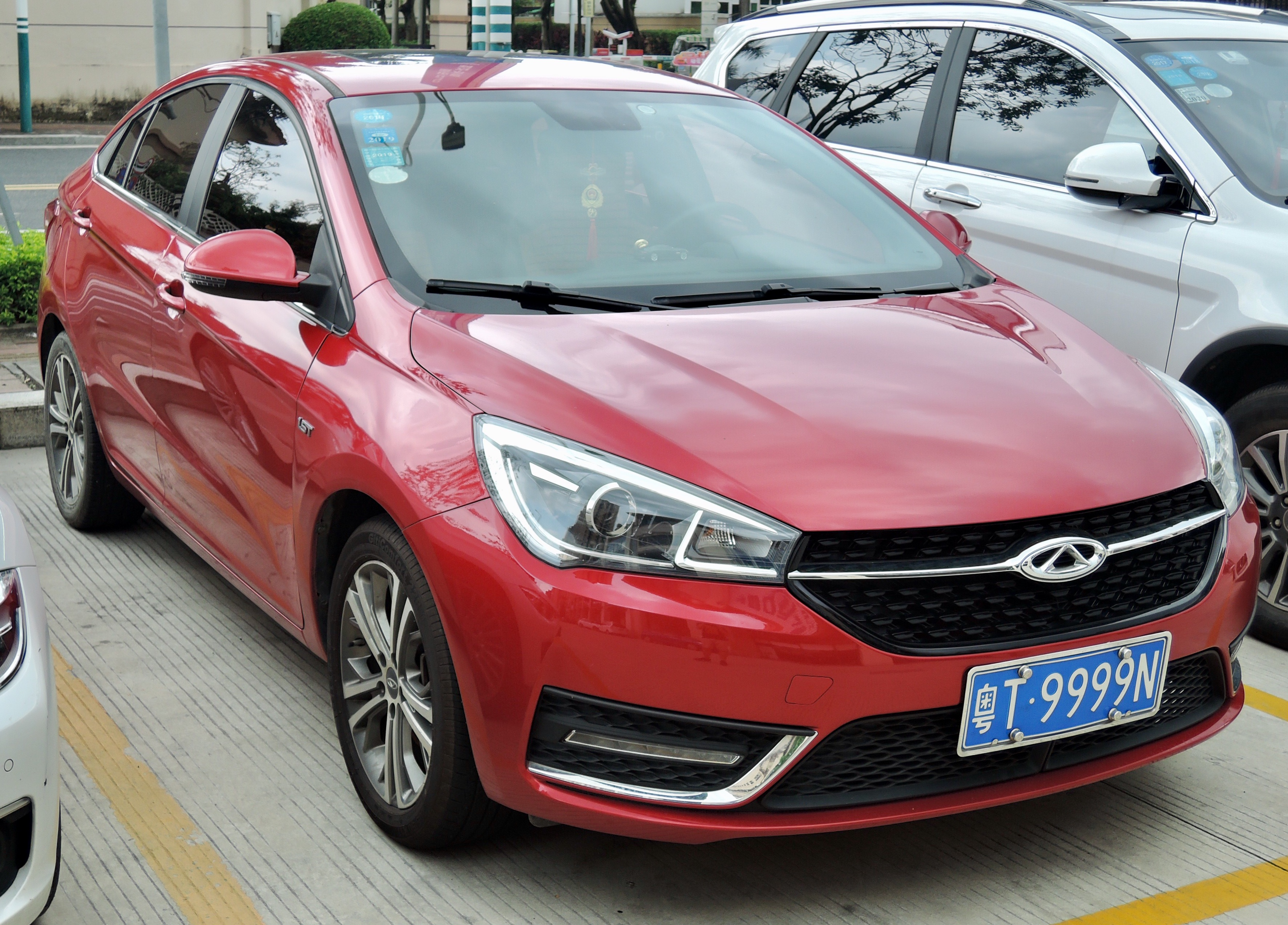
Chery Arrizo 5
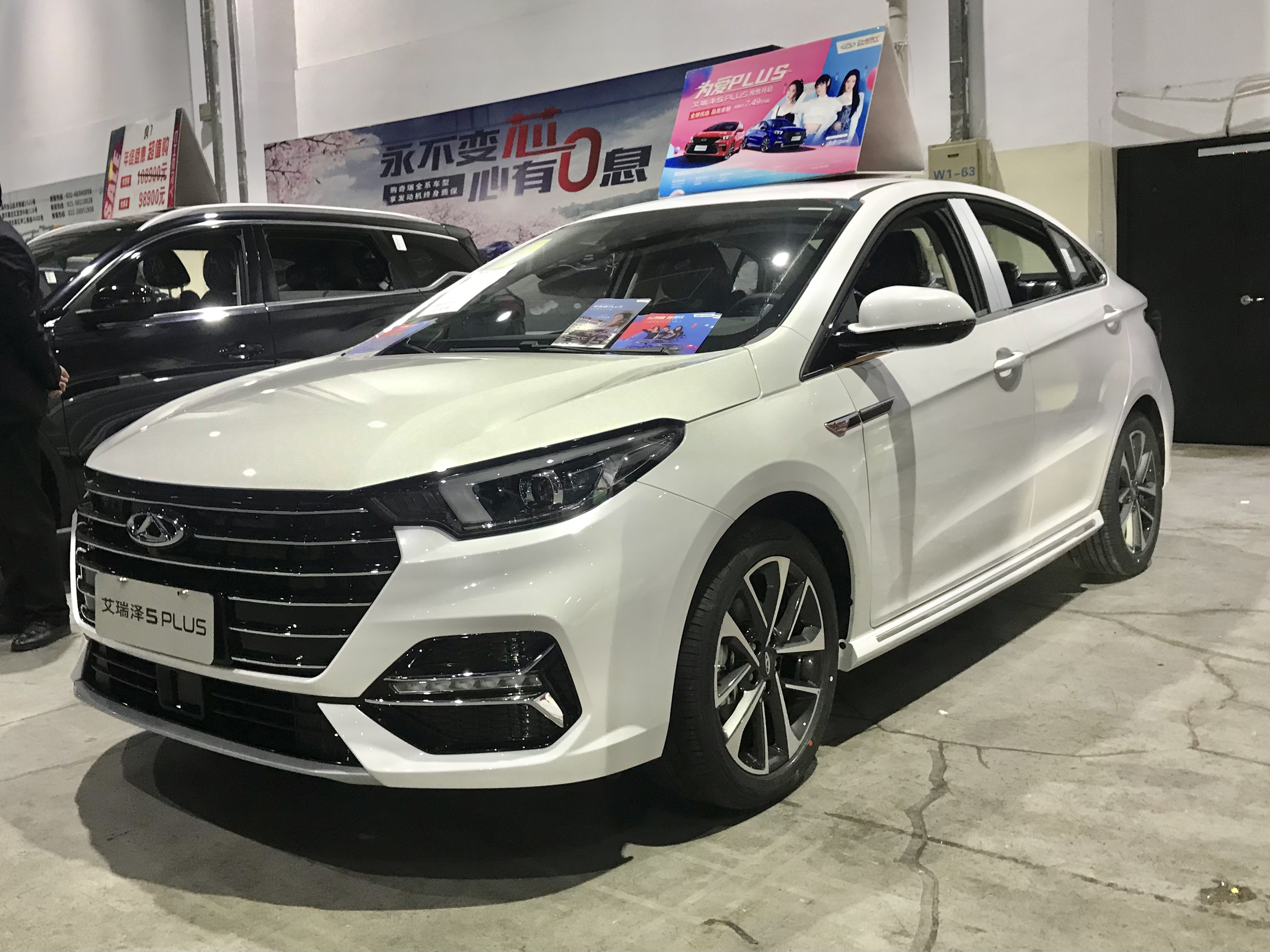
Chery Arrizo 5 Plus
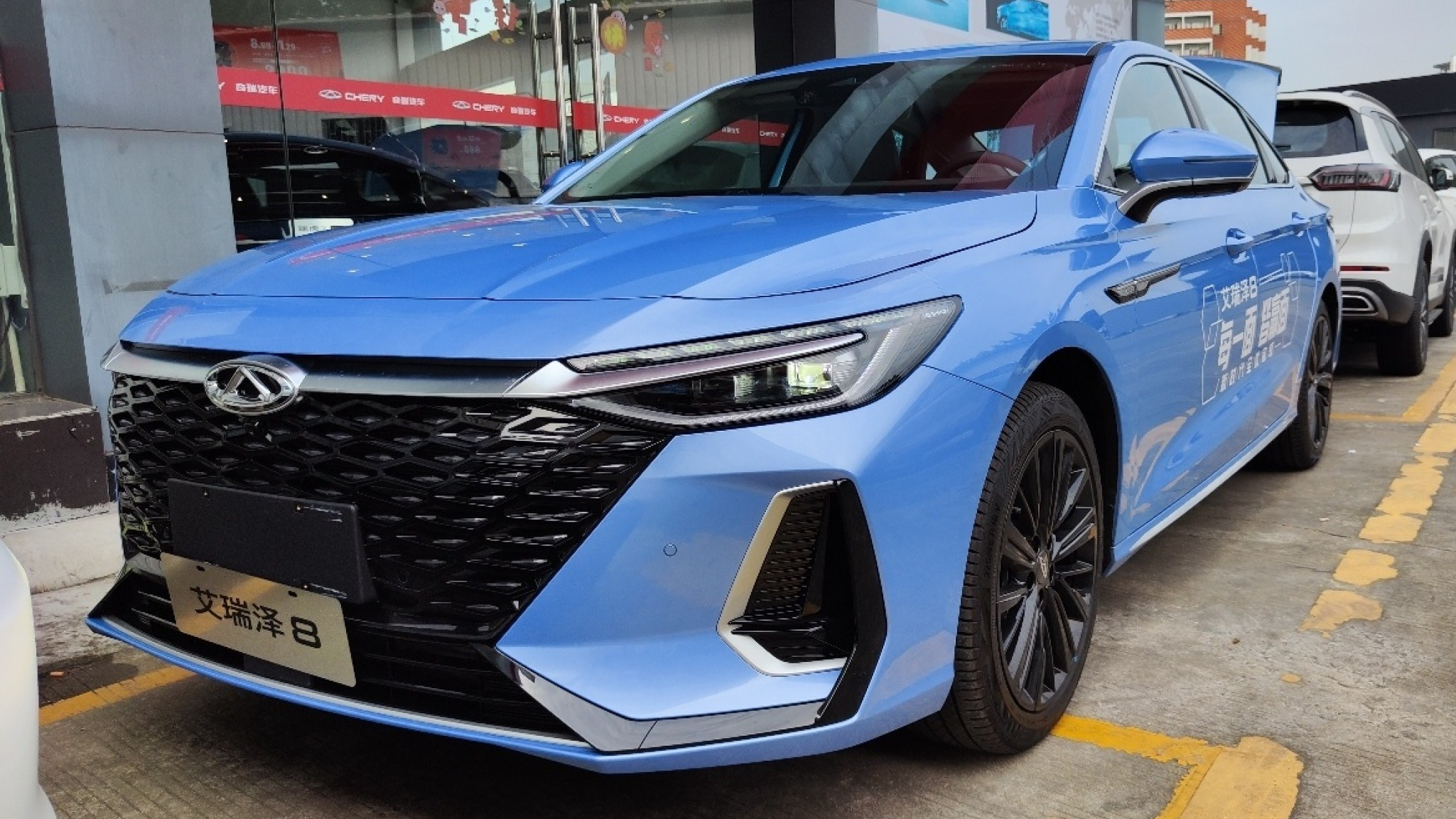
Chery Arrizo 8

#### SUV

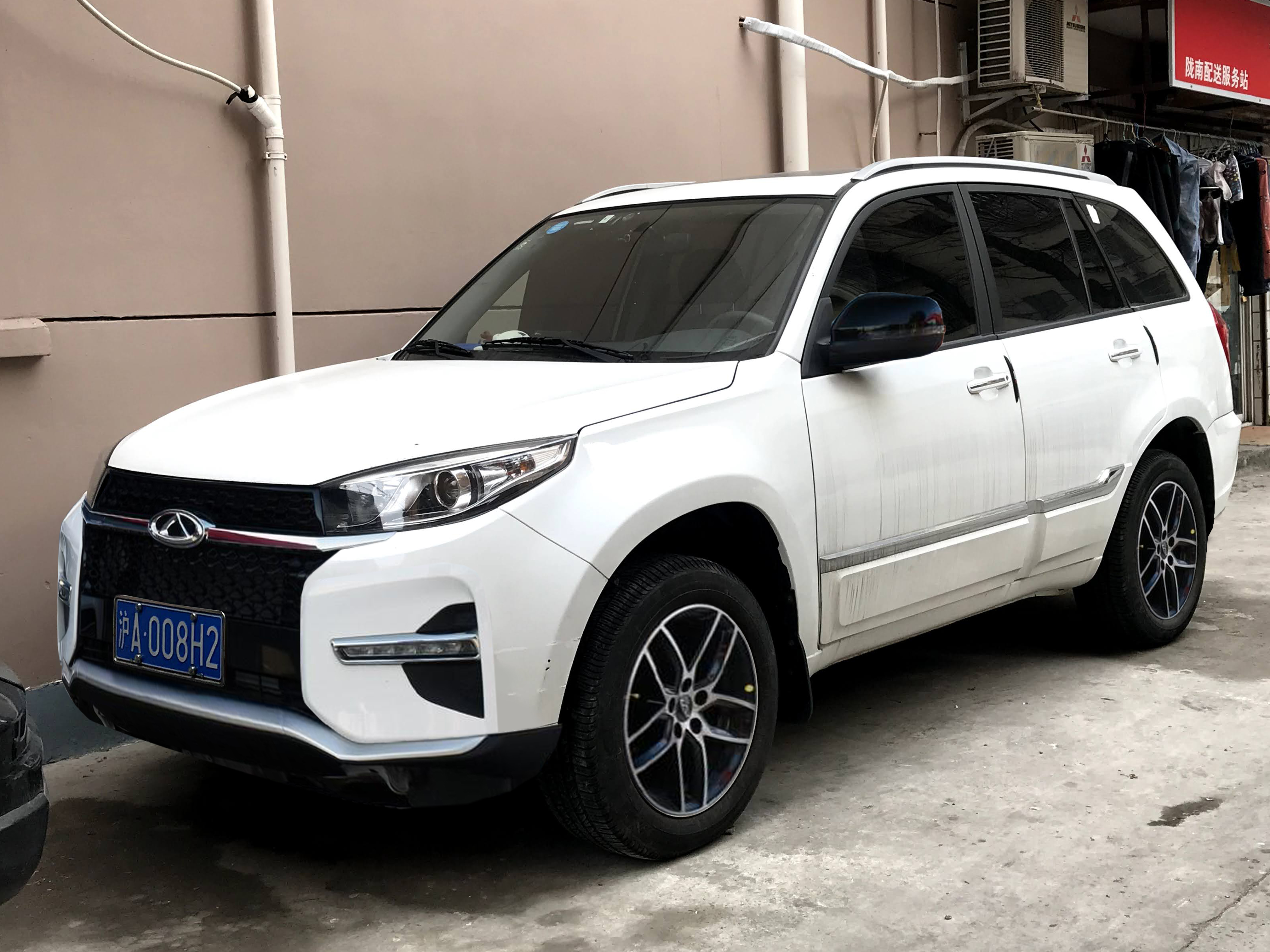
Chery Tiggo 3/Tiggo (2005–present)
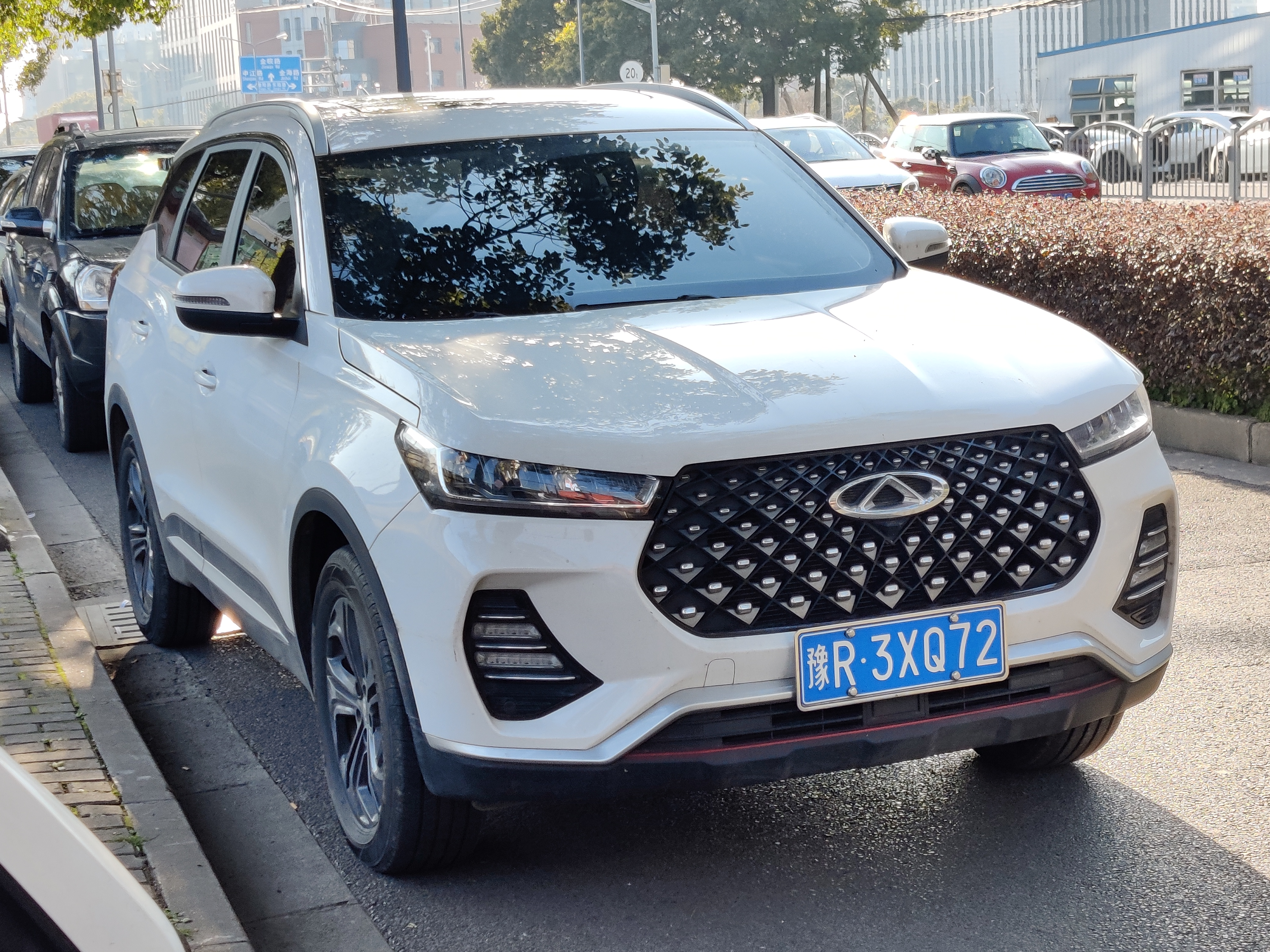
Chery Tiggo 7 (2016–present)
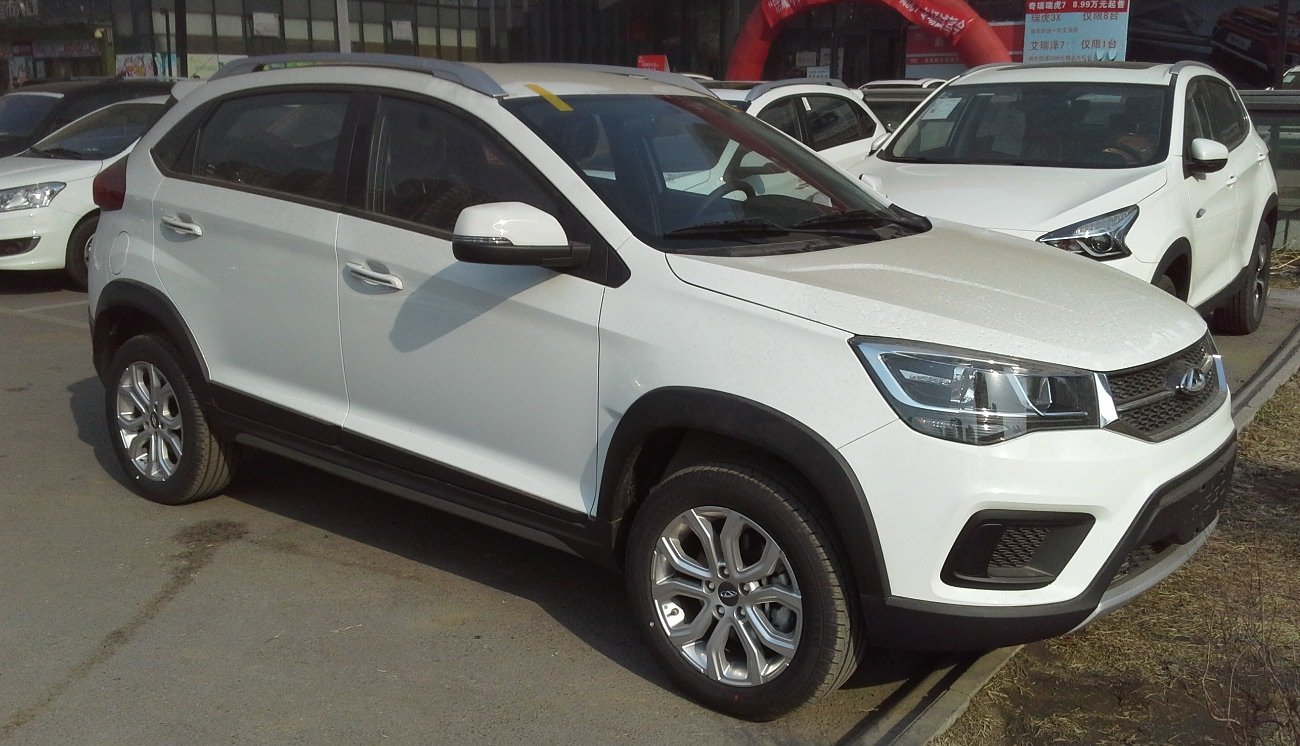
Chery Tiggo 3x (2016–present)
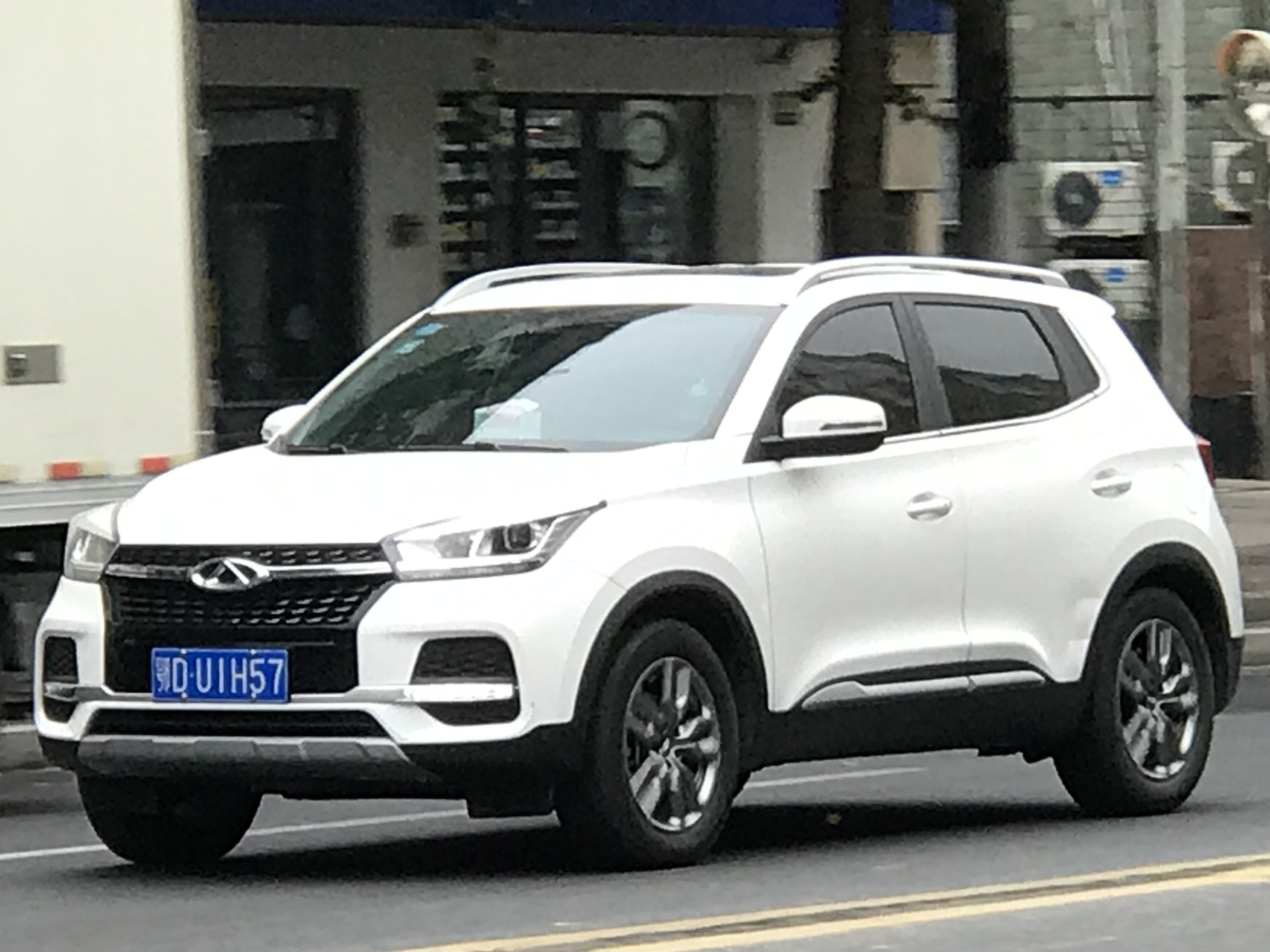
Chery Tiggo 5x (2017–present)
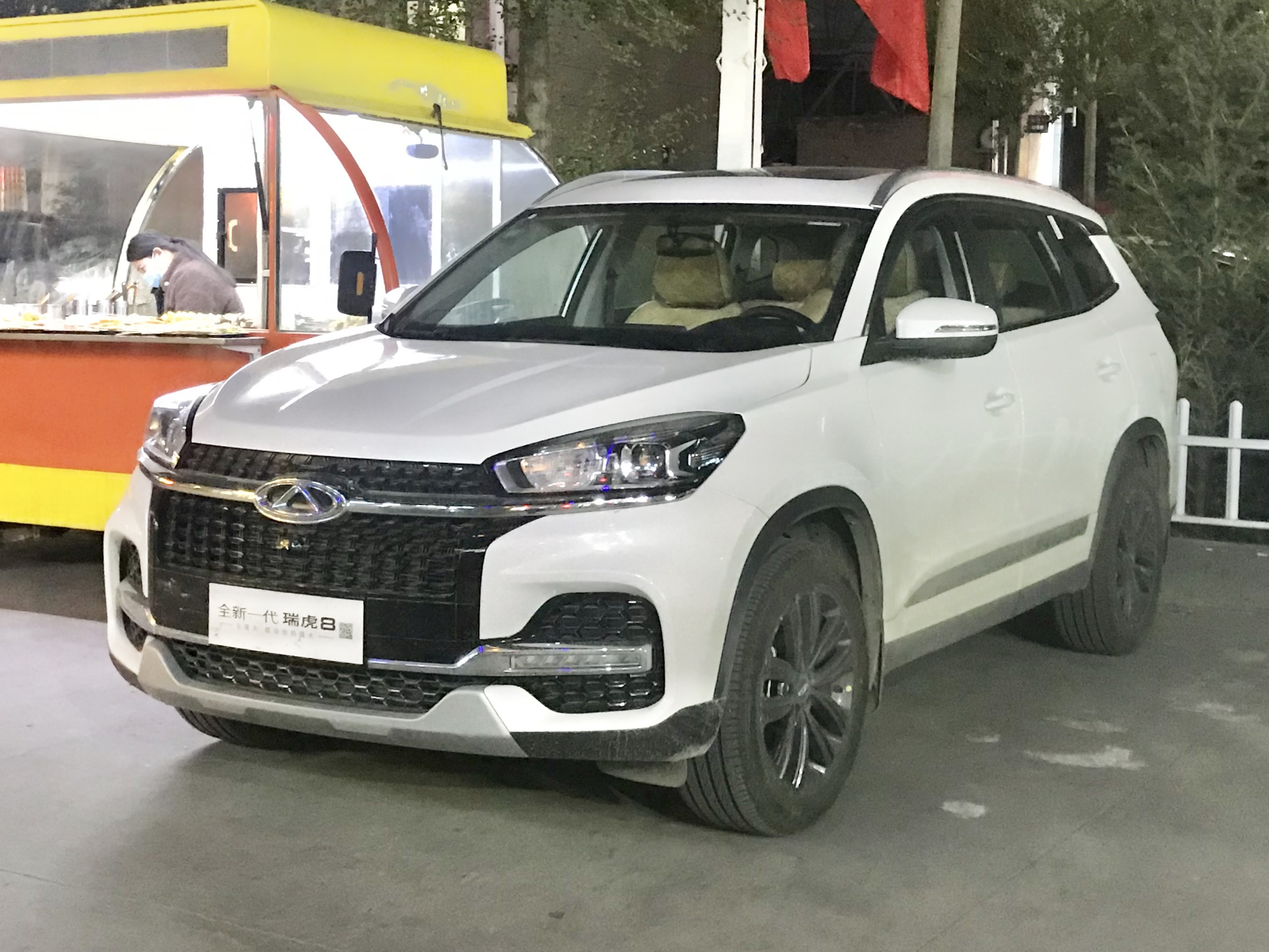
Chery Tiggo 8 (2018–present)
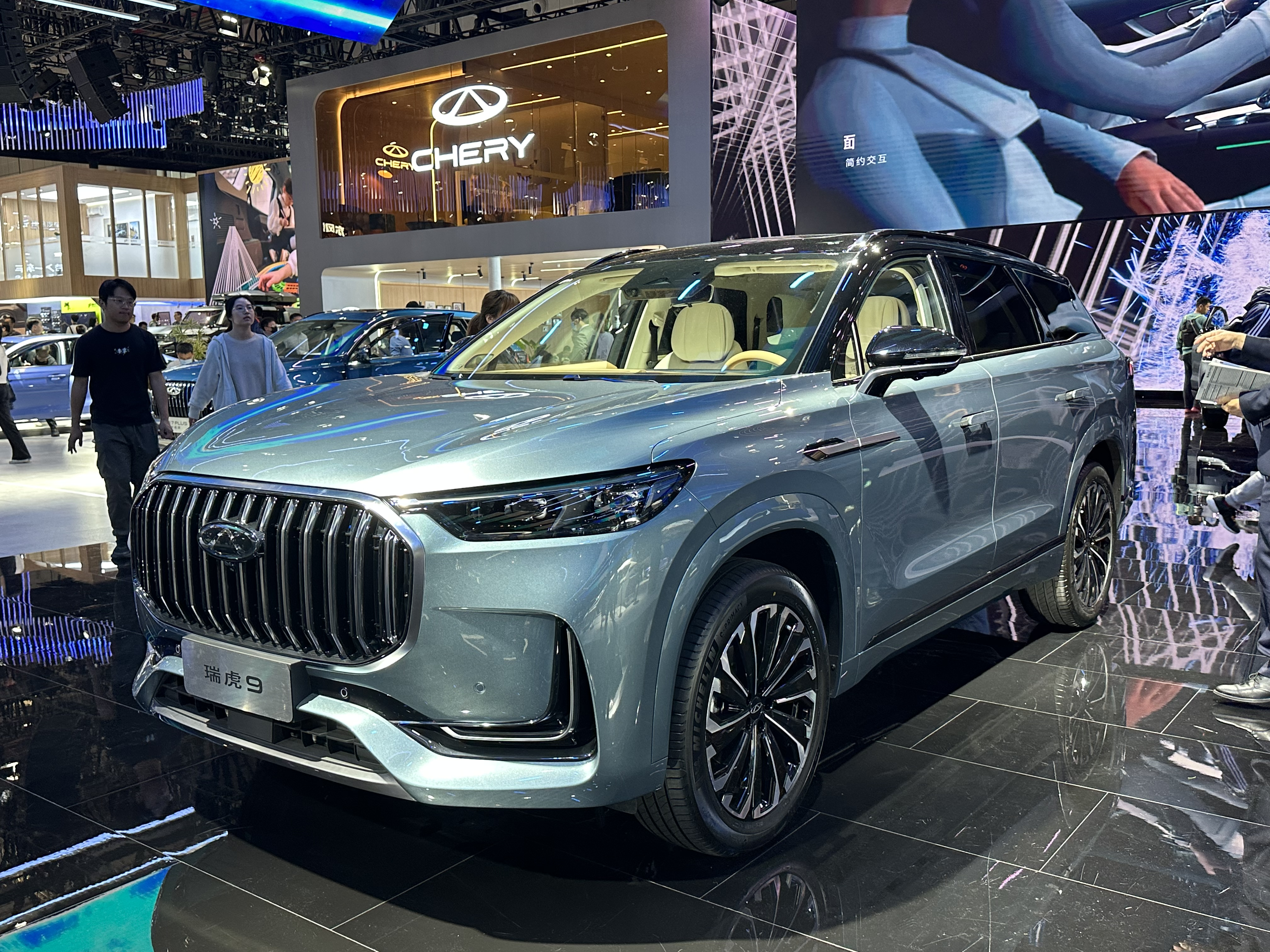
Chery Tiggo 9 (2023–present)
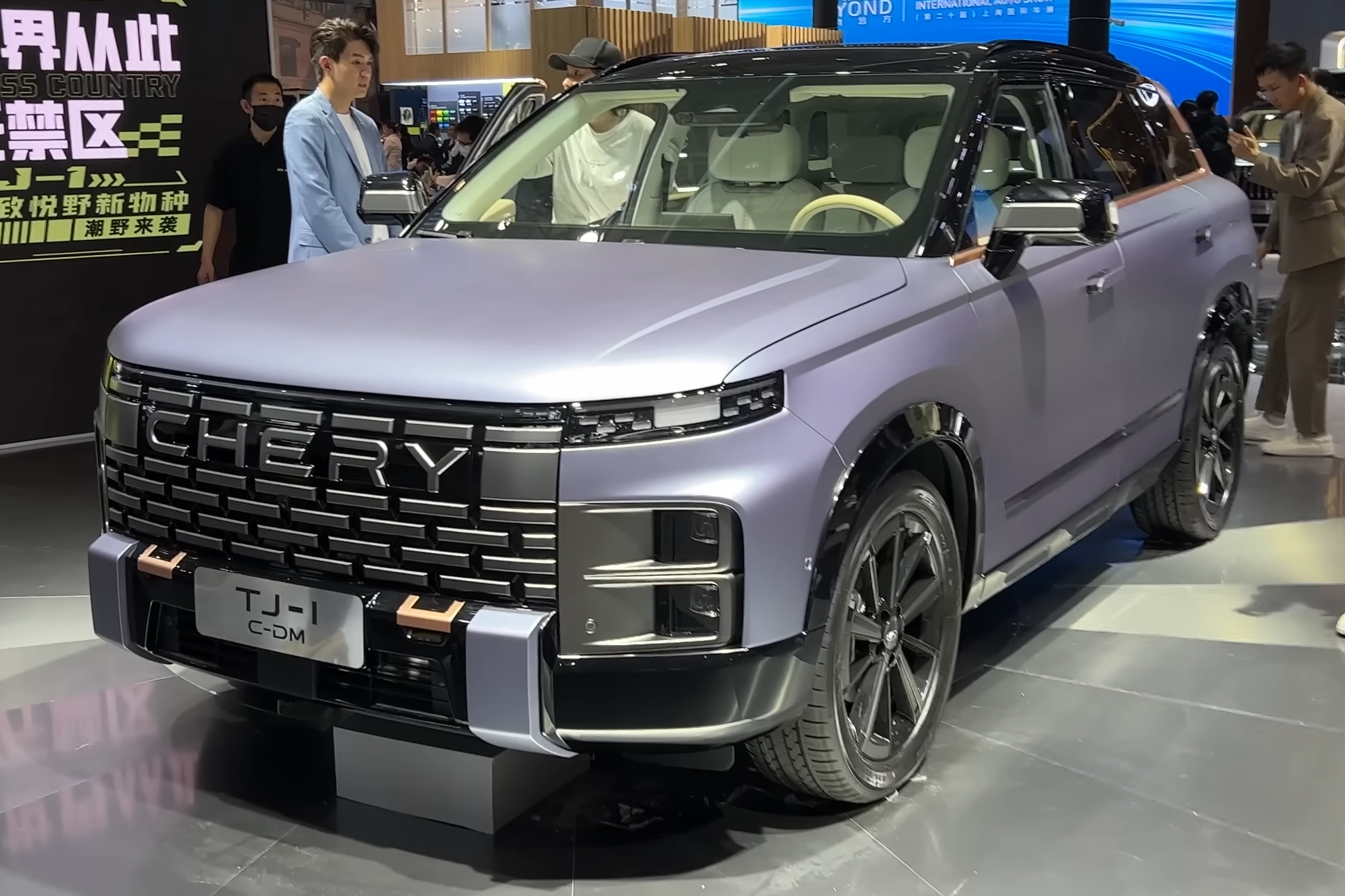
Chery Omoda 5 (2022–present)
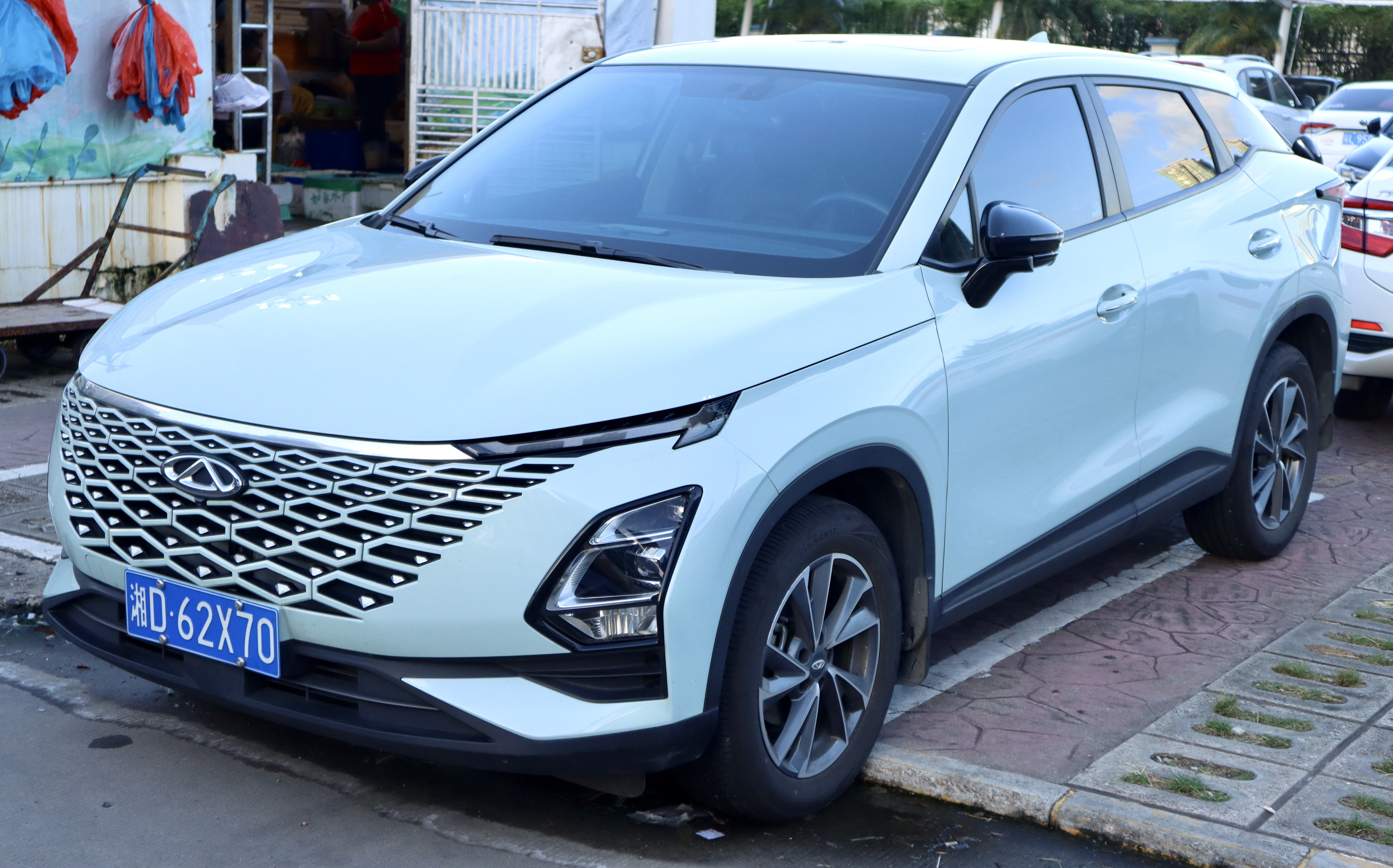
Chery Explore 06 (2023–present)  - Chery Tiggo 3
  - Chery Tiggo 7
  - Chery Tiggo 3x
  - Chery Tiggo 5x
  - Chery Tiggo 8
  - Chery Tiggo 9
  - Chery Explorer 06
  - Chery Omoda 5

### Chery NEV
- Chery QQ Ice Cream (2021–present)
- Chery eQ1 (Little Ant) (2017–present)
- Chery eQ2 (2018–present)
- Chery eQ5 (Big Ant) (2021–2023)
- Chery eQ7 (2023–present)
- Chery Wujie Pro (2022–present)

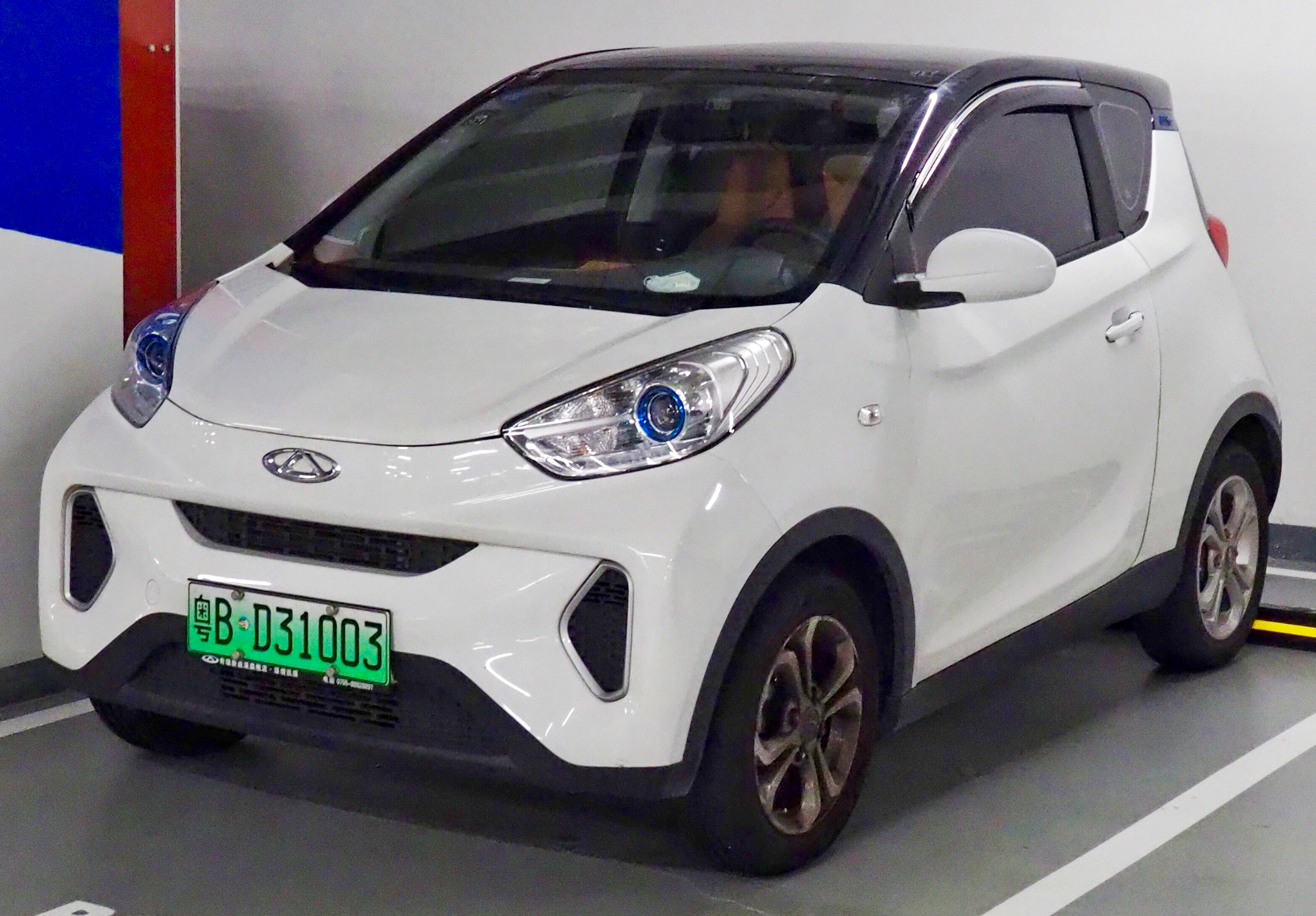
Chery eQ1
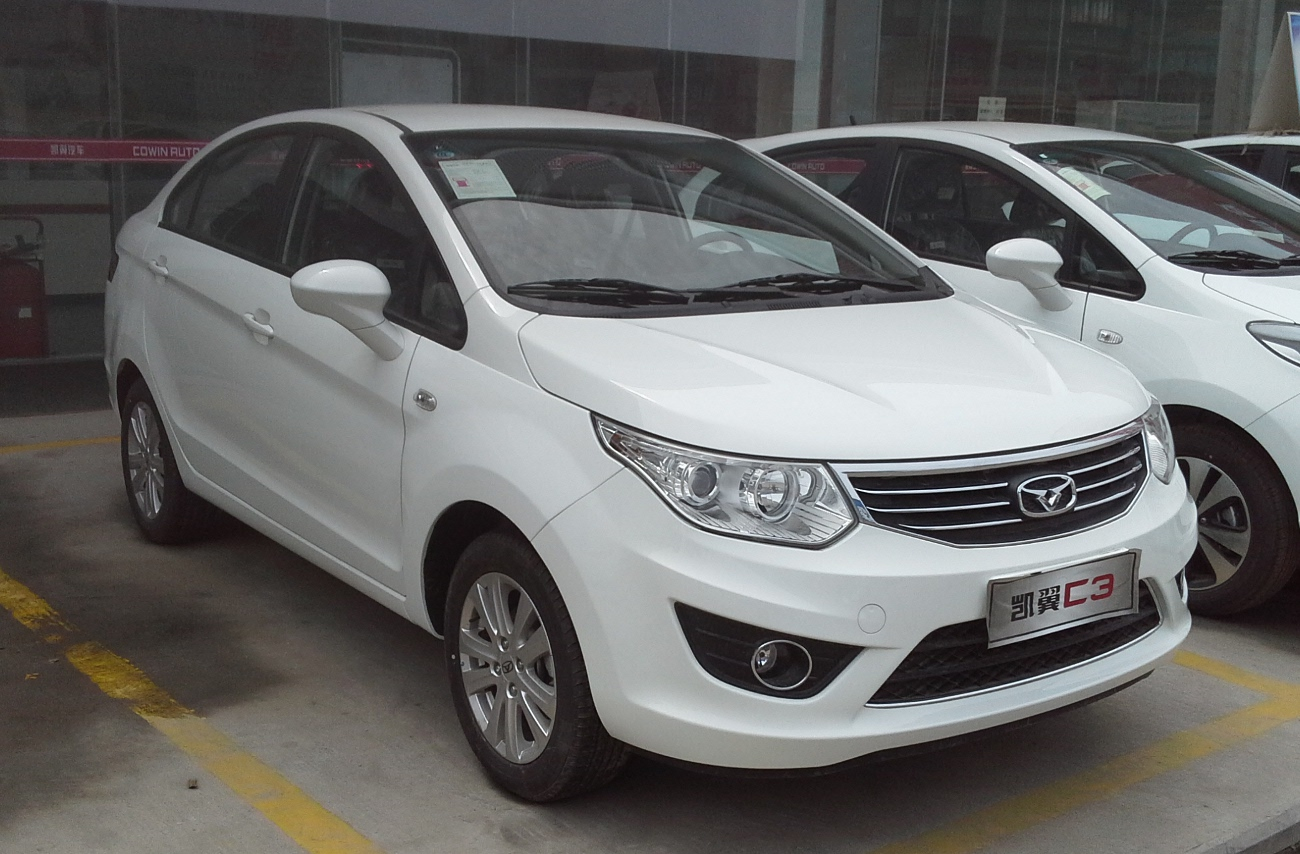
Chery eQ2
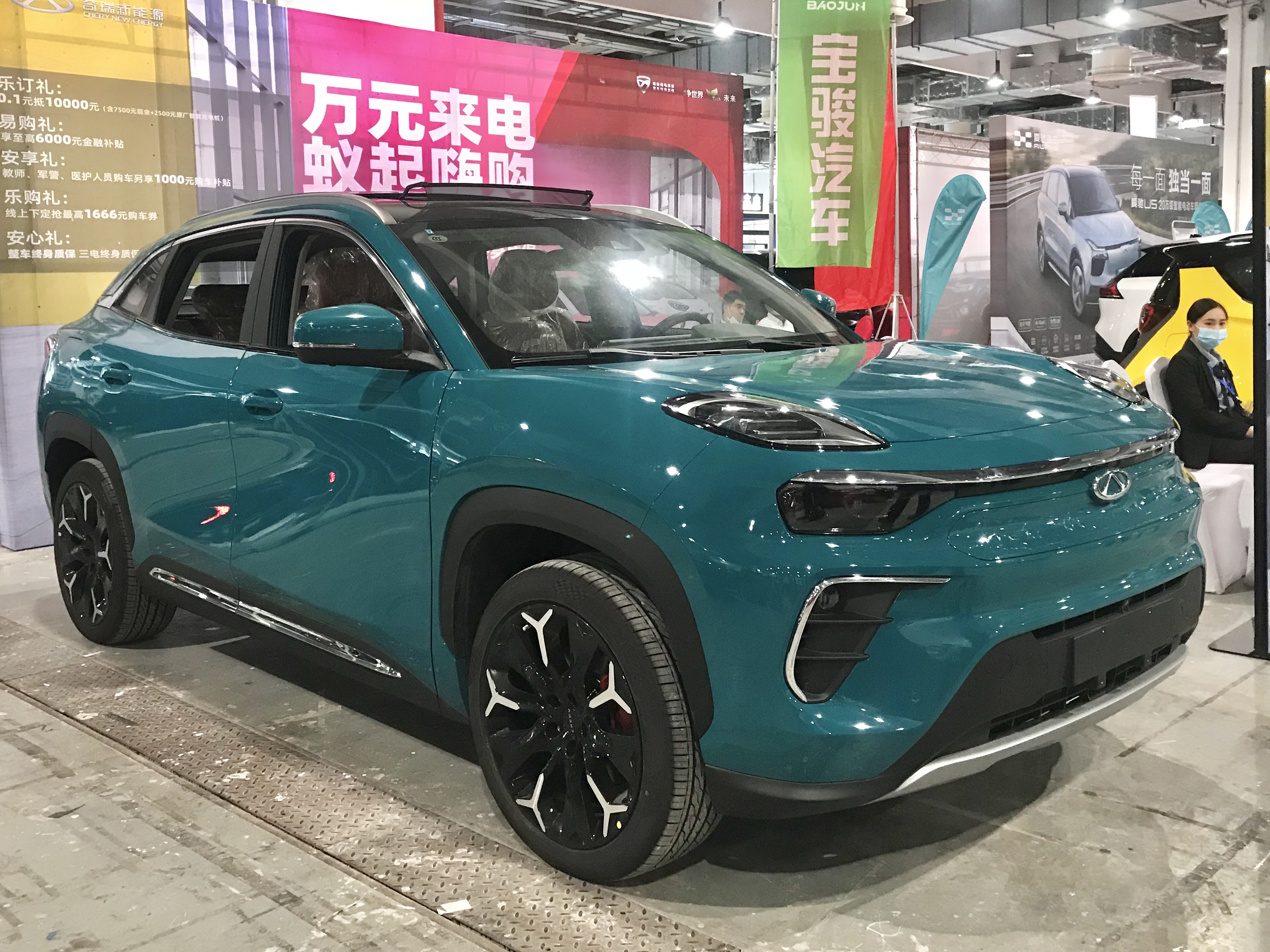
Chery eQ5
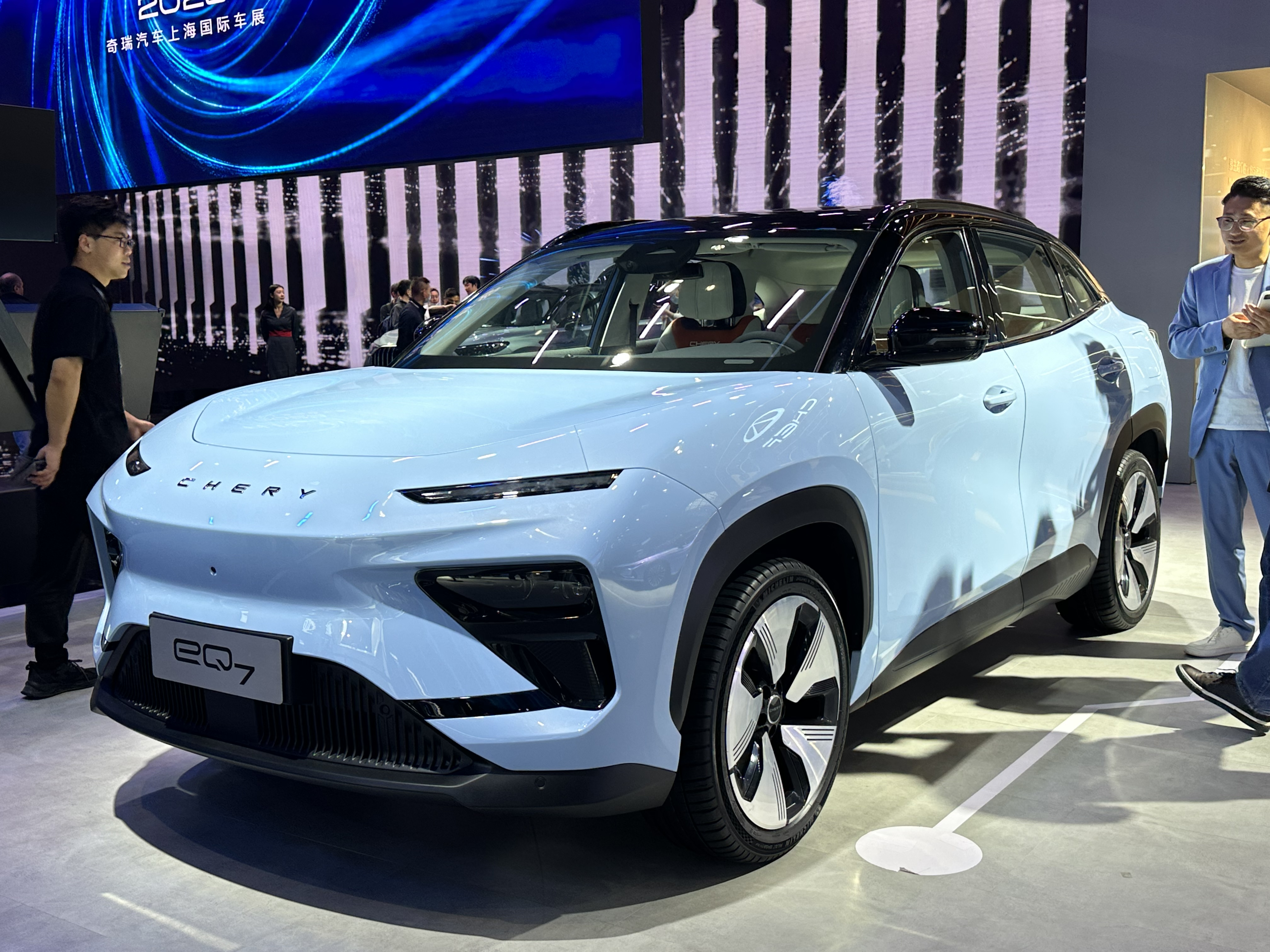
Chery eQ7
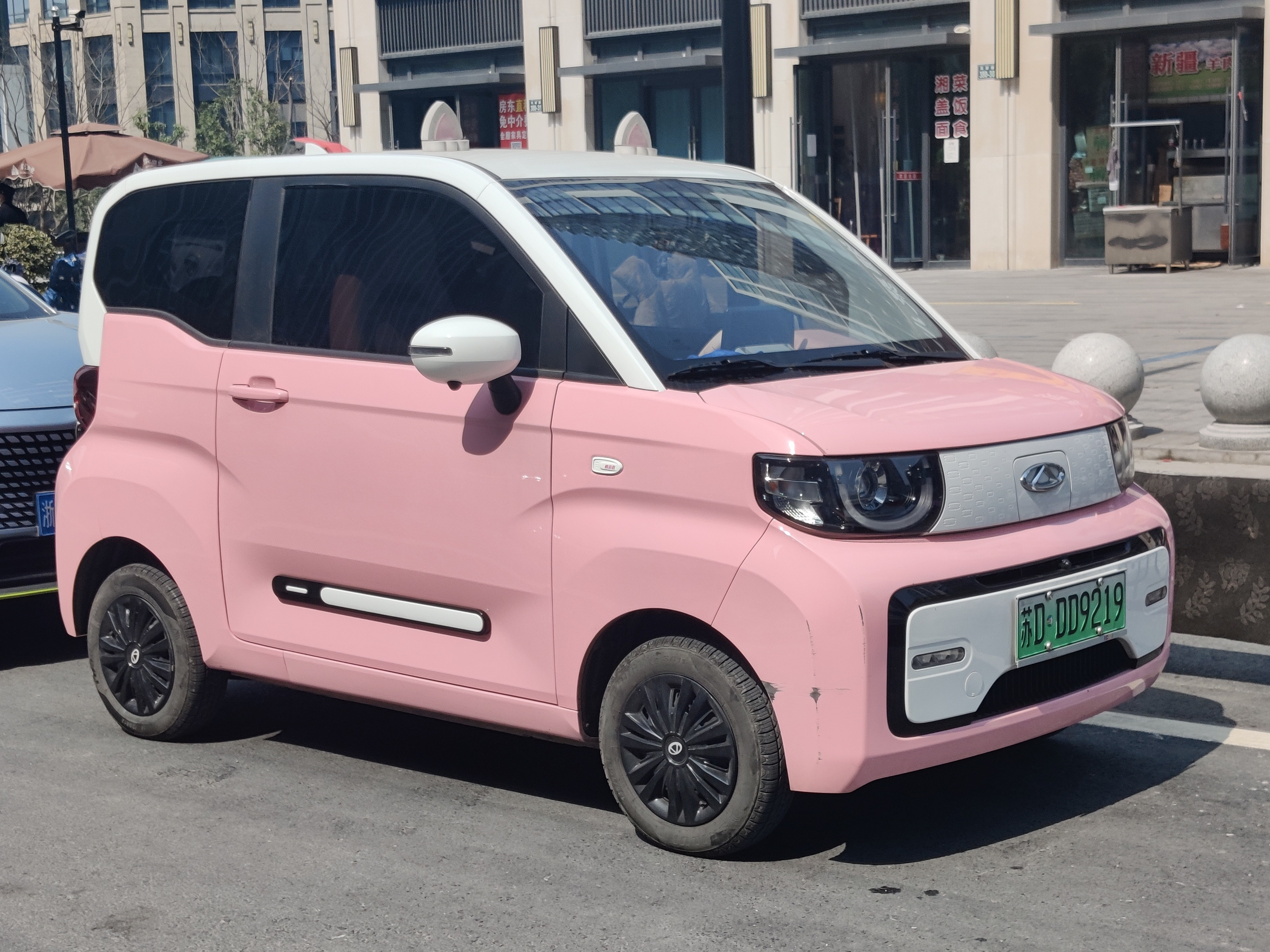
Chery QQ Ice Cream
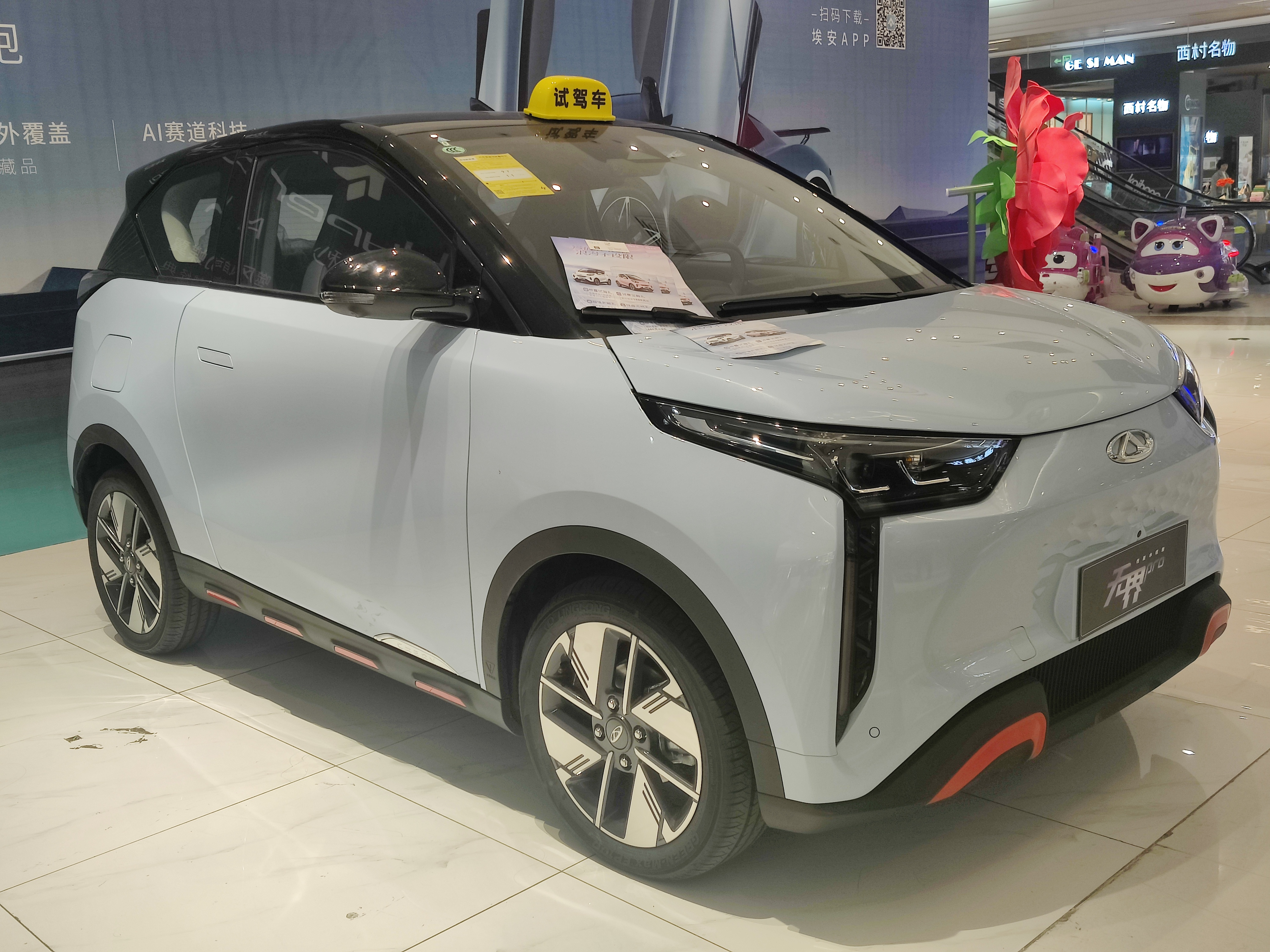
Chery Wujie Pro

### Exeed
Exeed (星途) és la marca premium de Chery per a vehicles de passatgers, presentada el setembre de 2017.

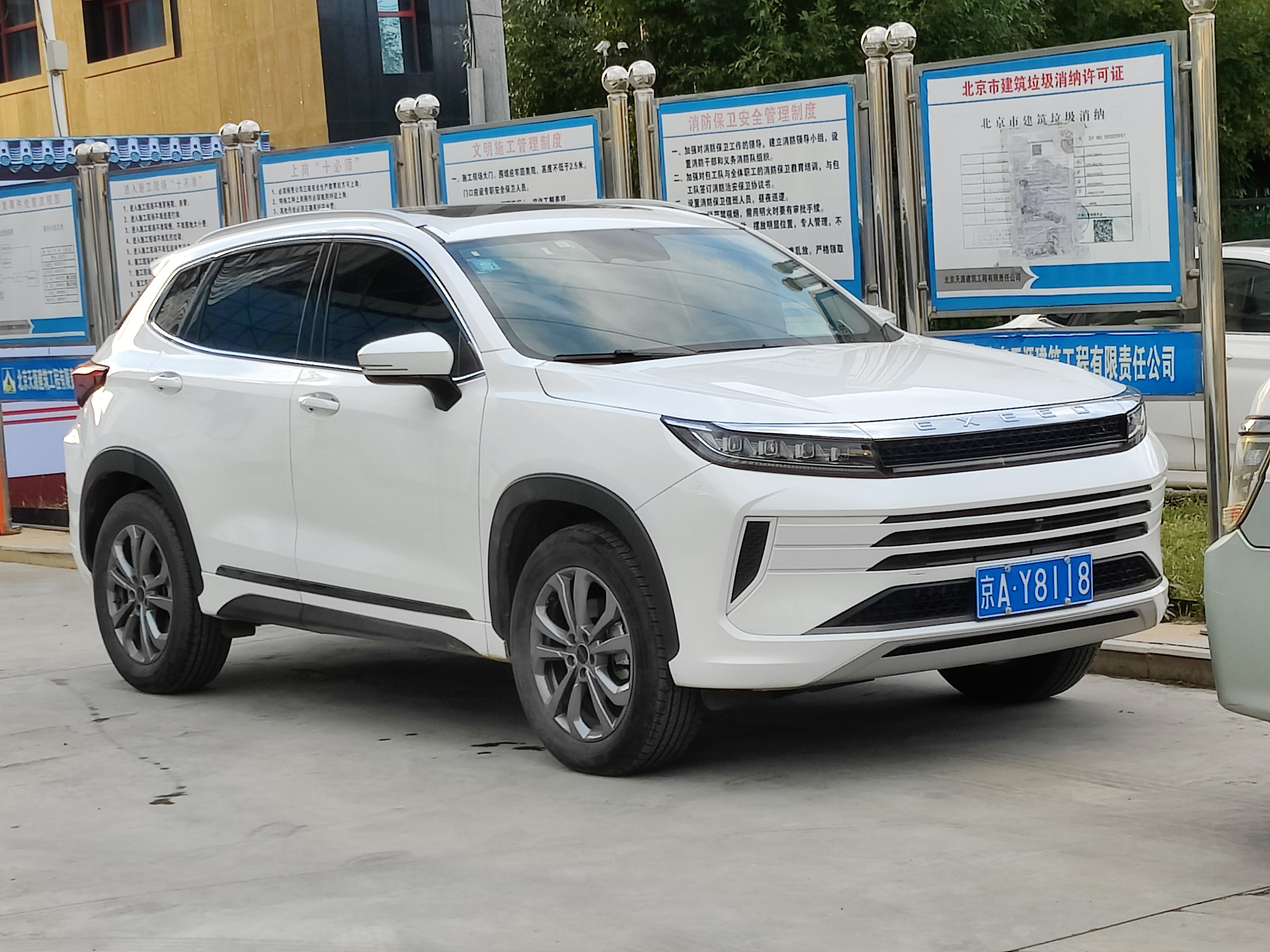
Exeed LX
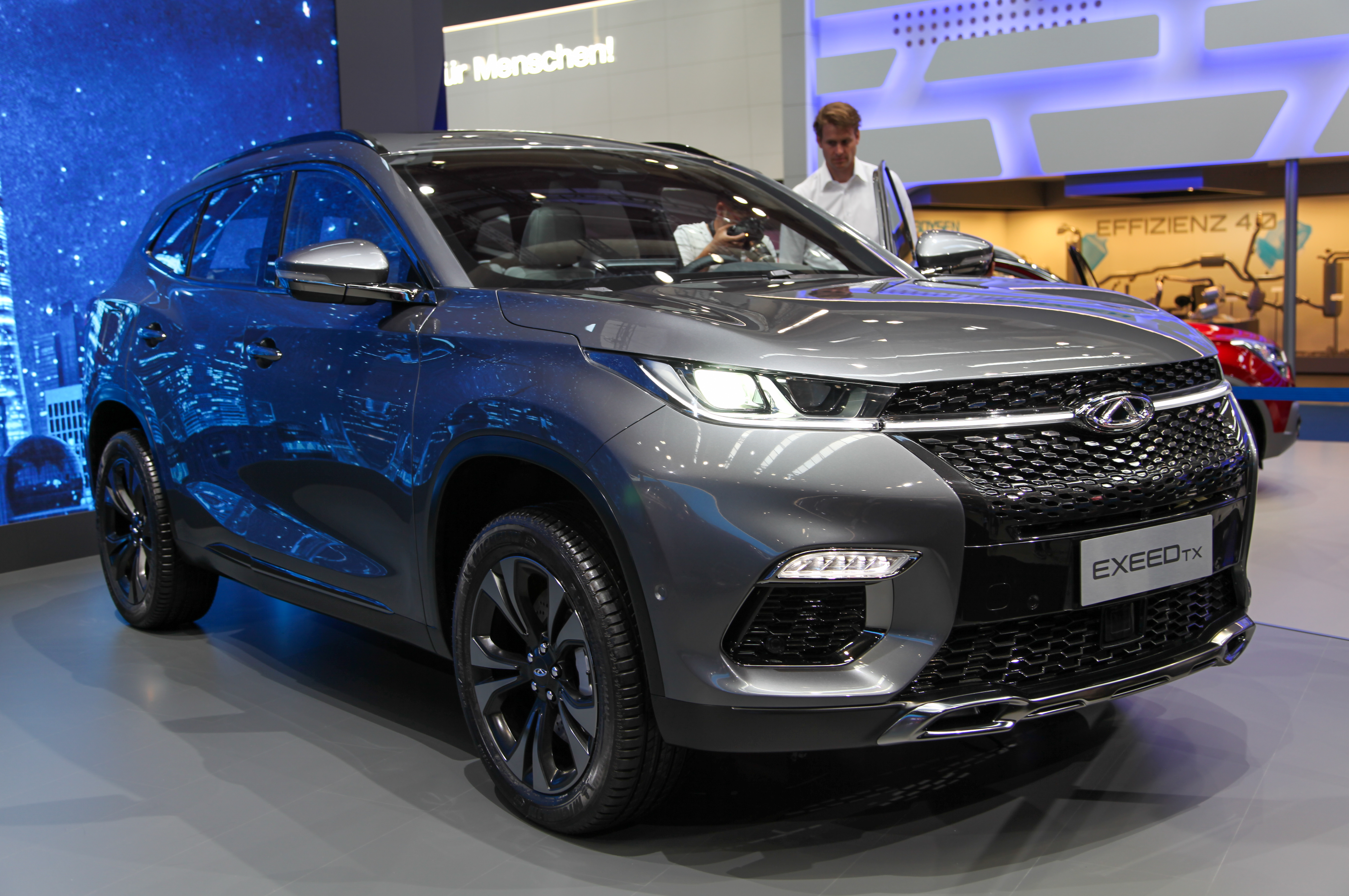
Exeed TX
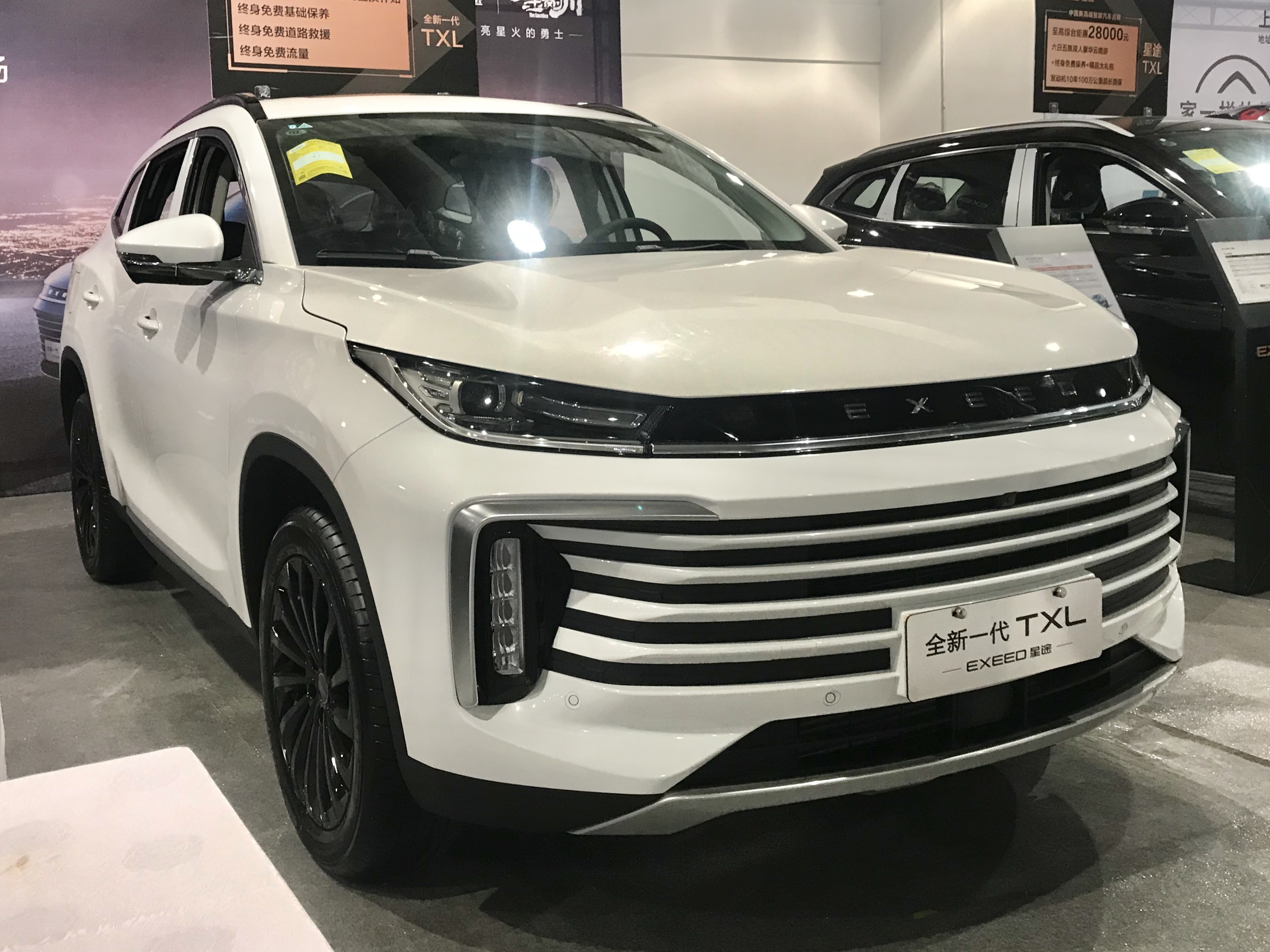
Exeed TXL
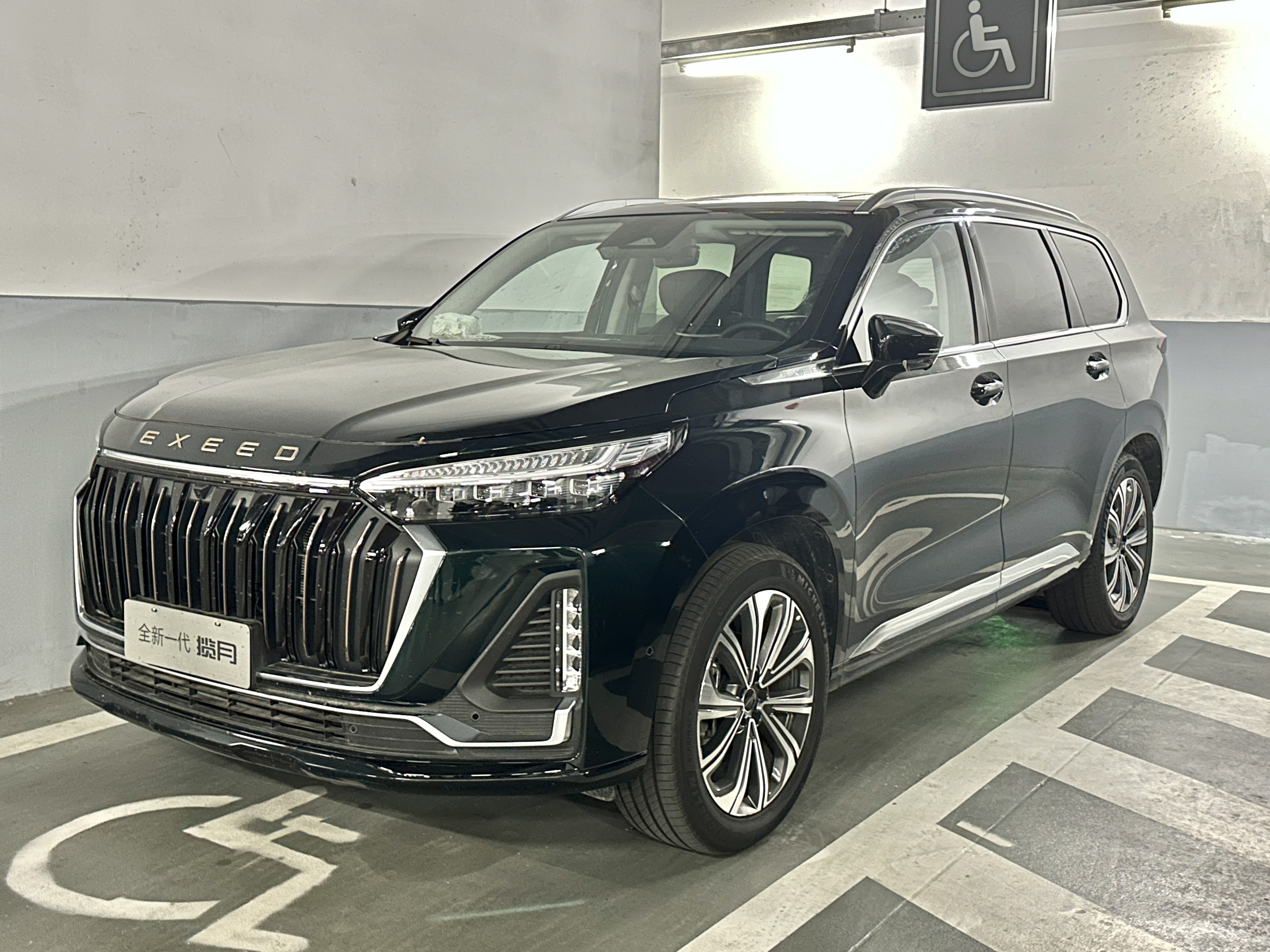
Exeed VX
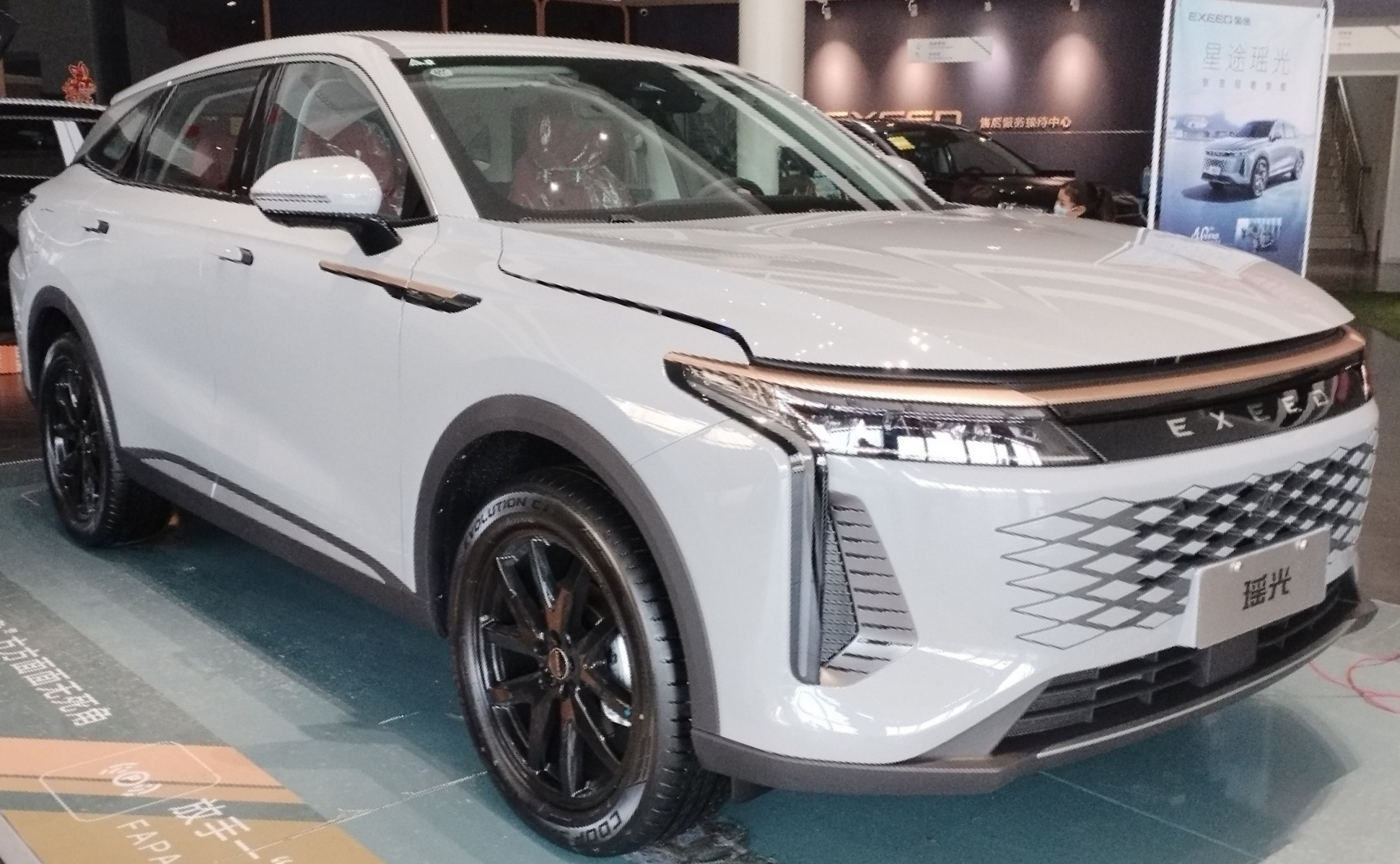
Exeed RX
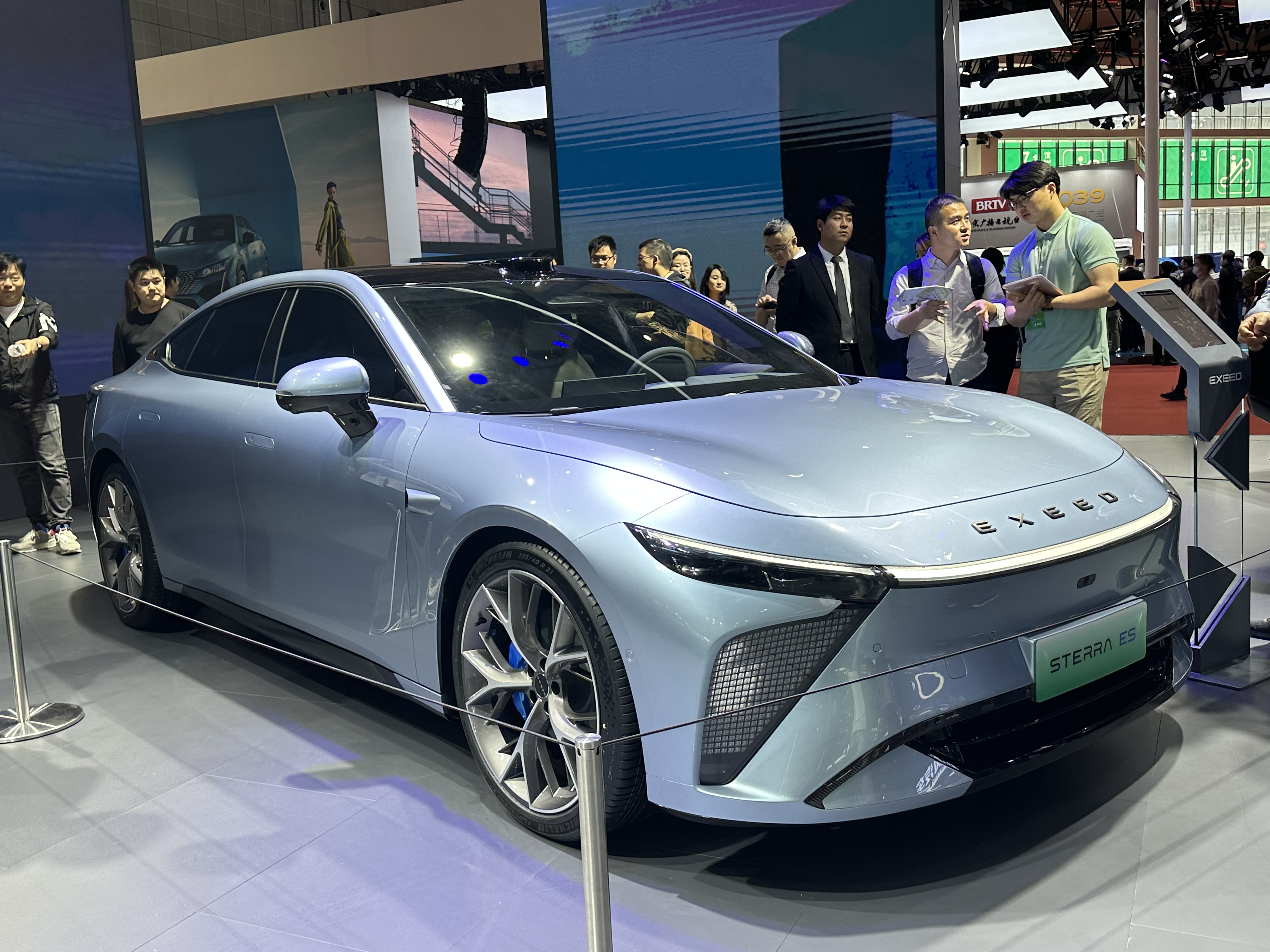
Exeed Sterra ES (codename E03, 2023–present)
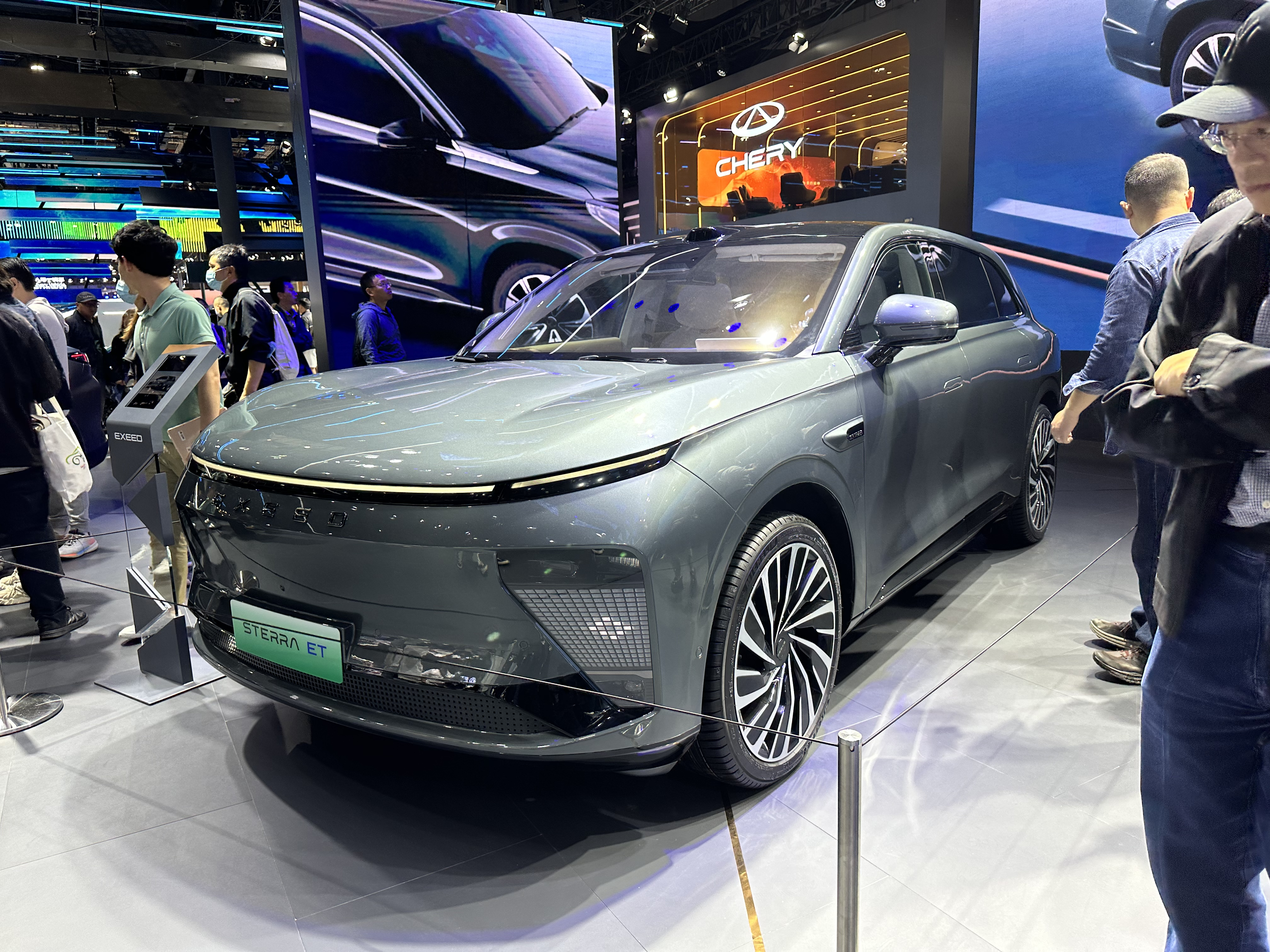
Exeed Sterra ET

### Jetour
Jetour (捷途) és la marca econòmica de Chery llançada el 2018 sota Chery Commercial Vehicle.

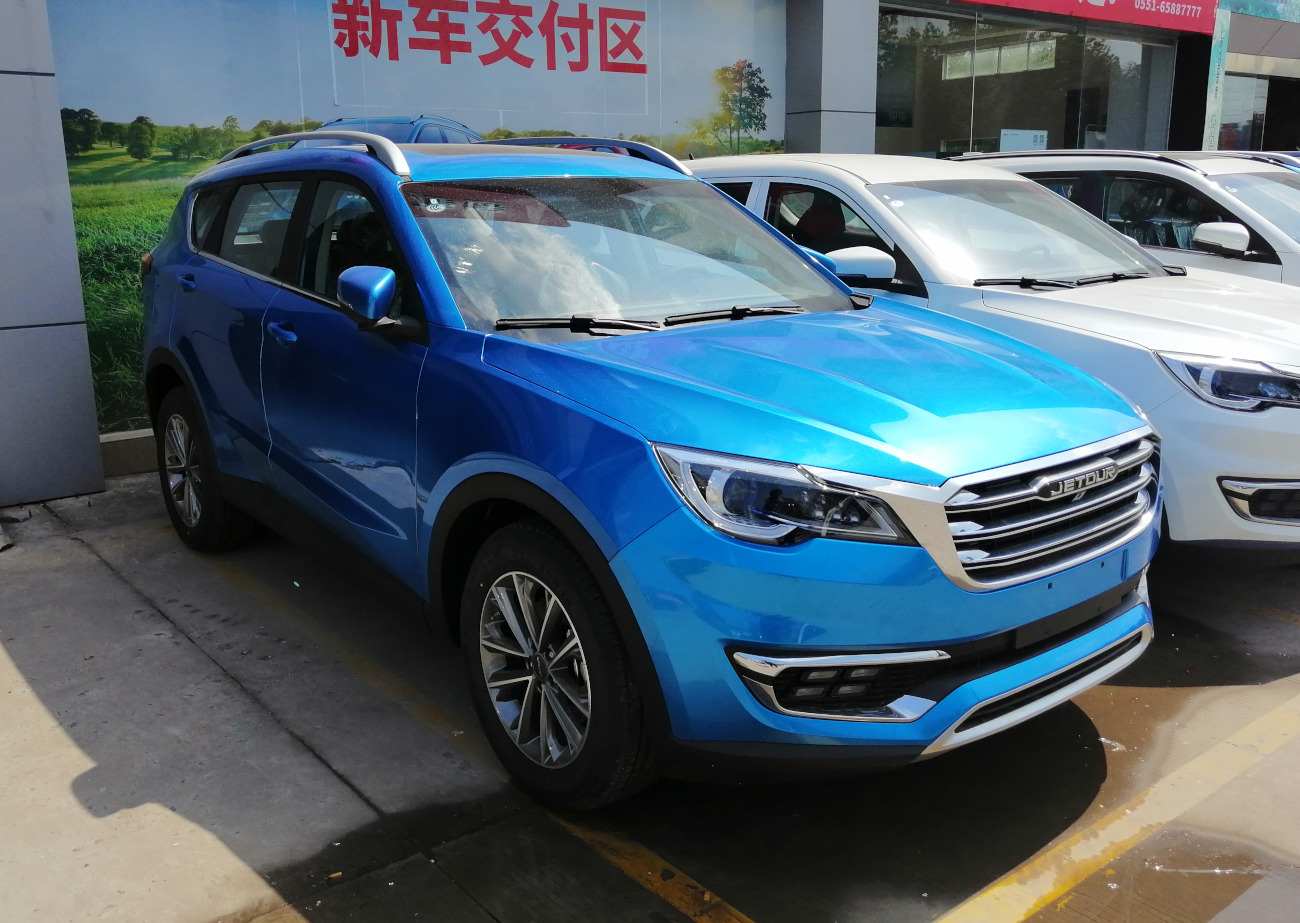
Jetour X70
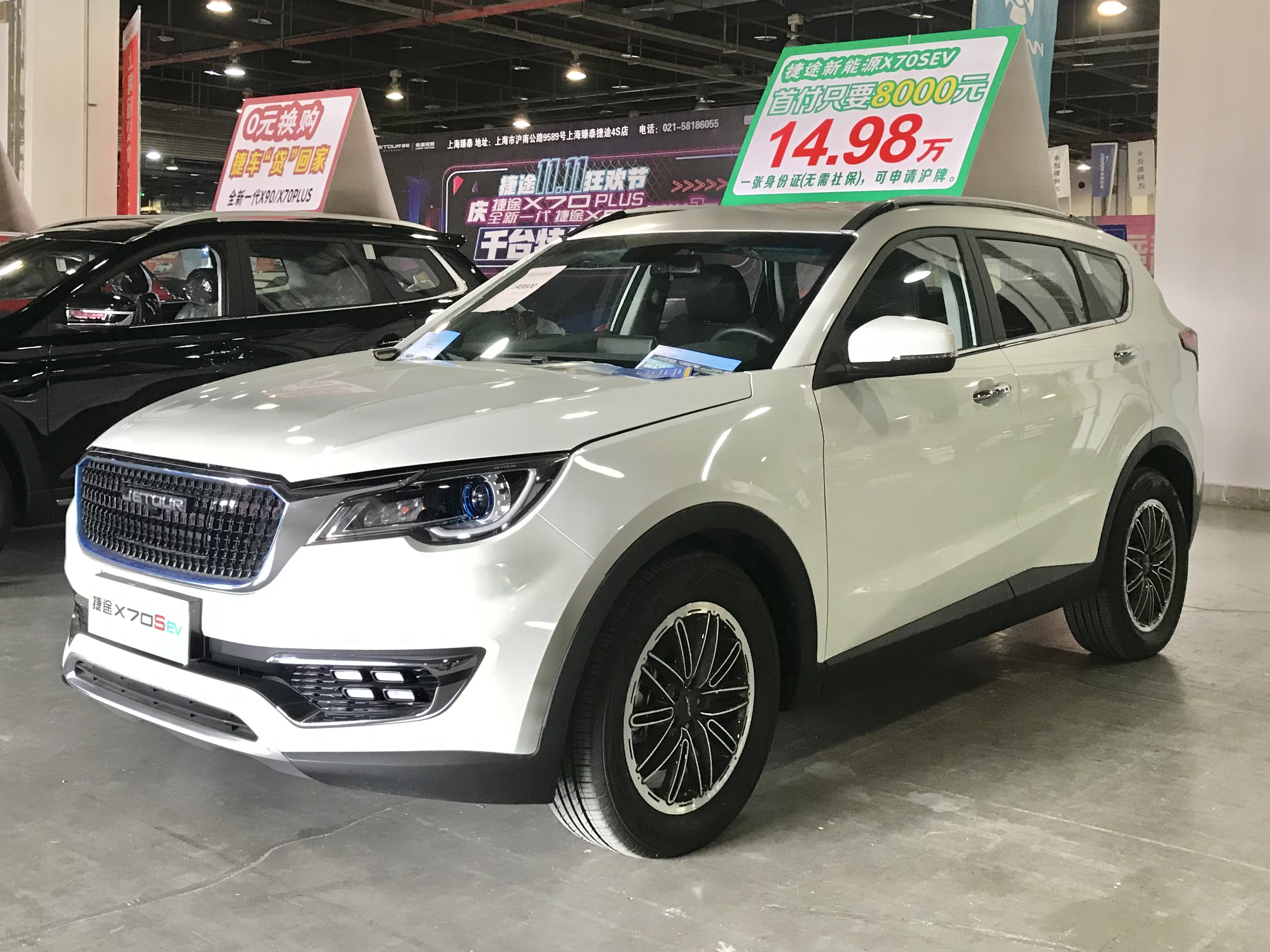
Jetour X70 S
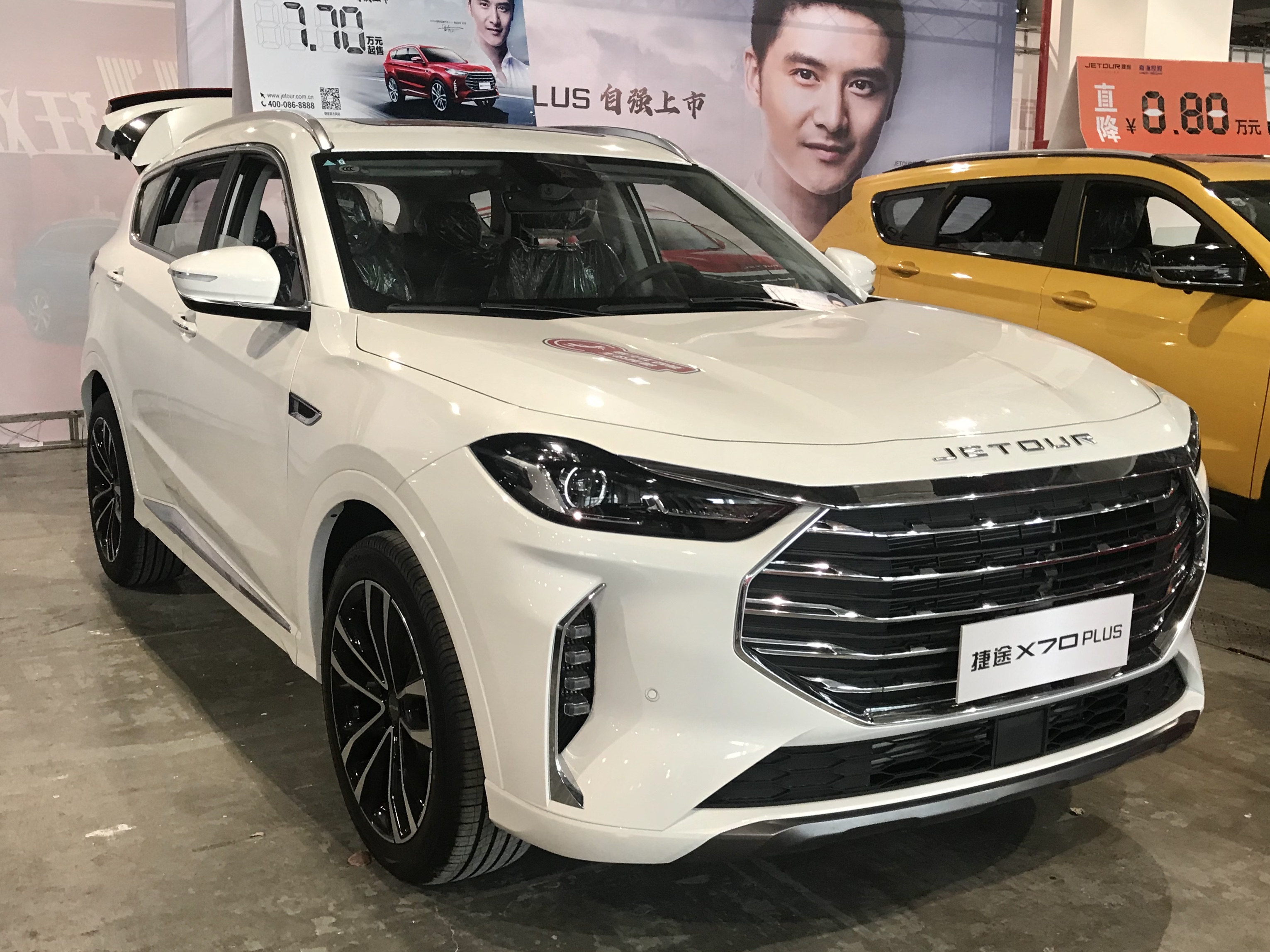
Jetour X70 Plus
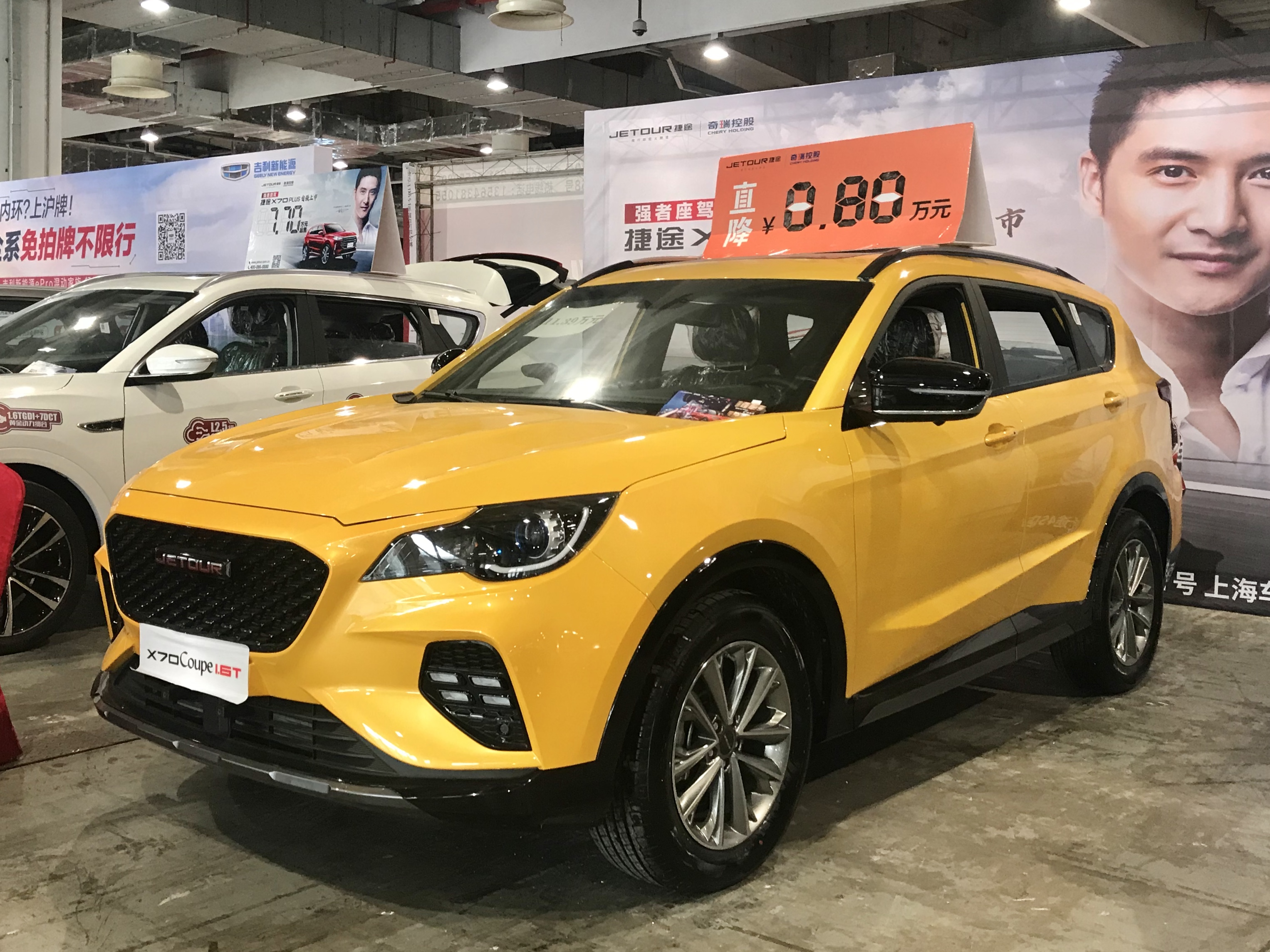
Jetour X70 Coupe
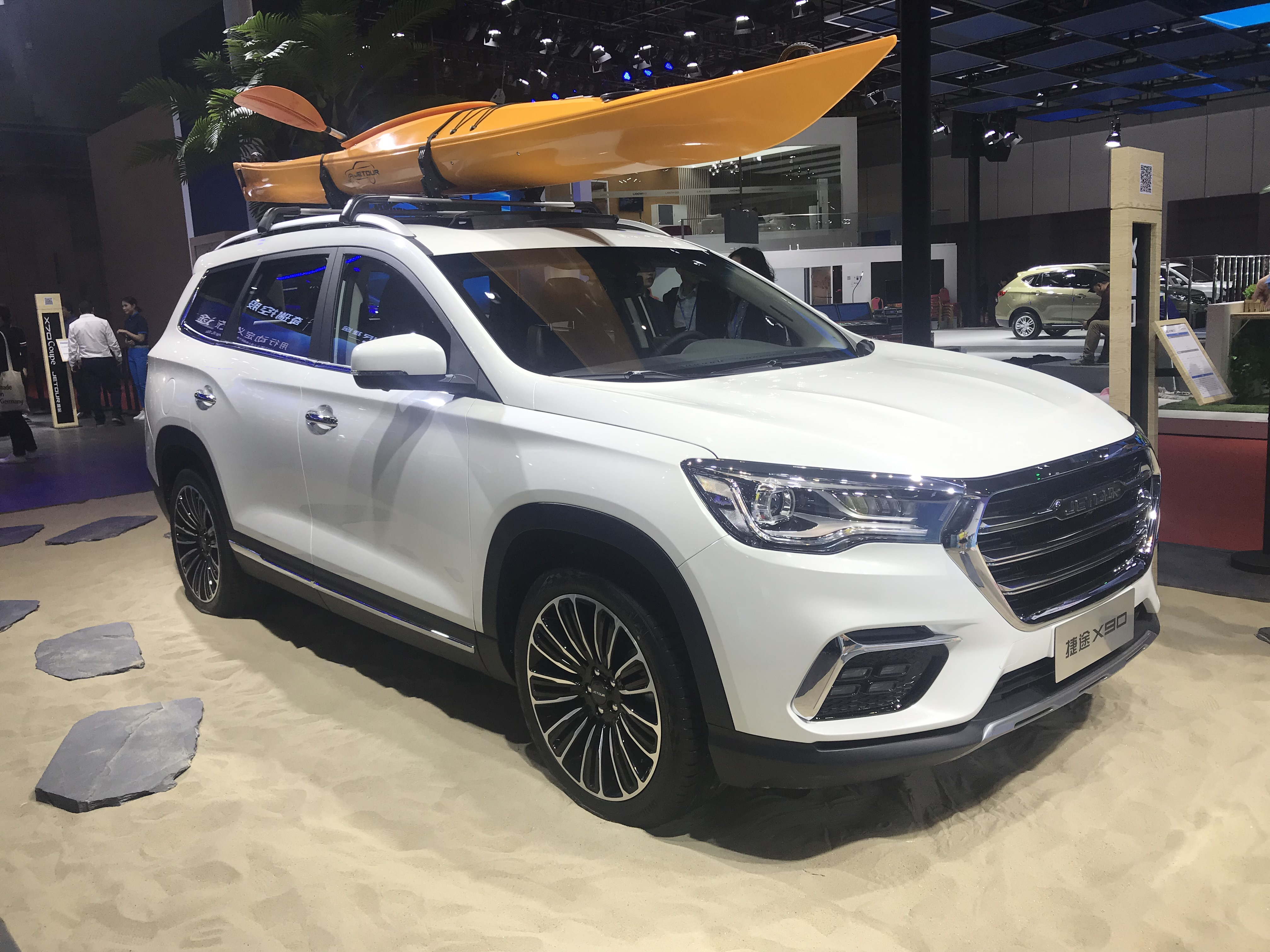
Jetour X90
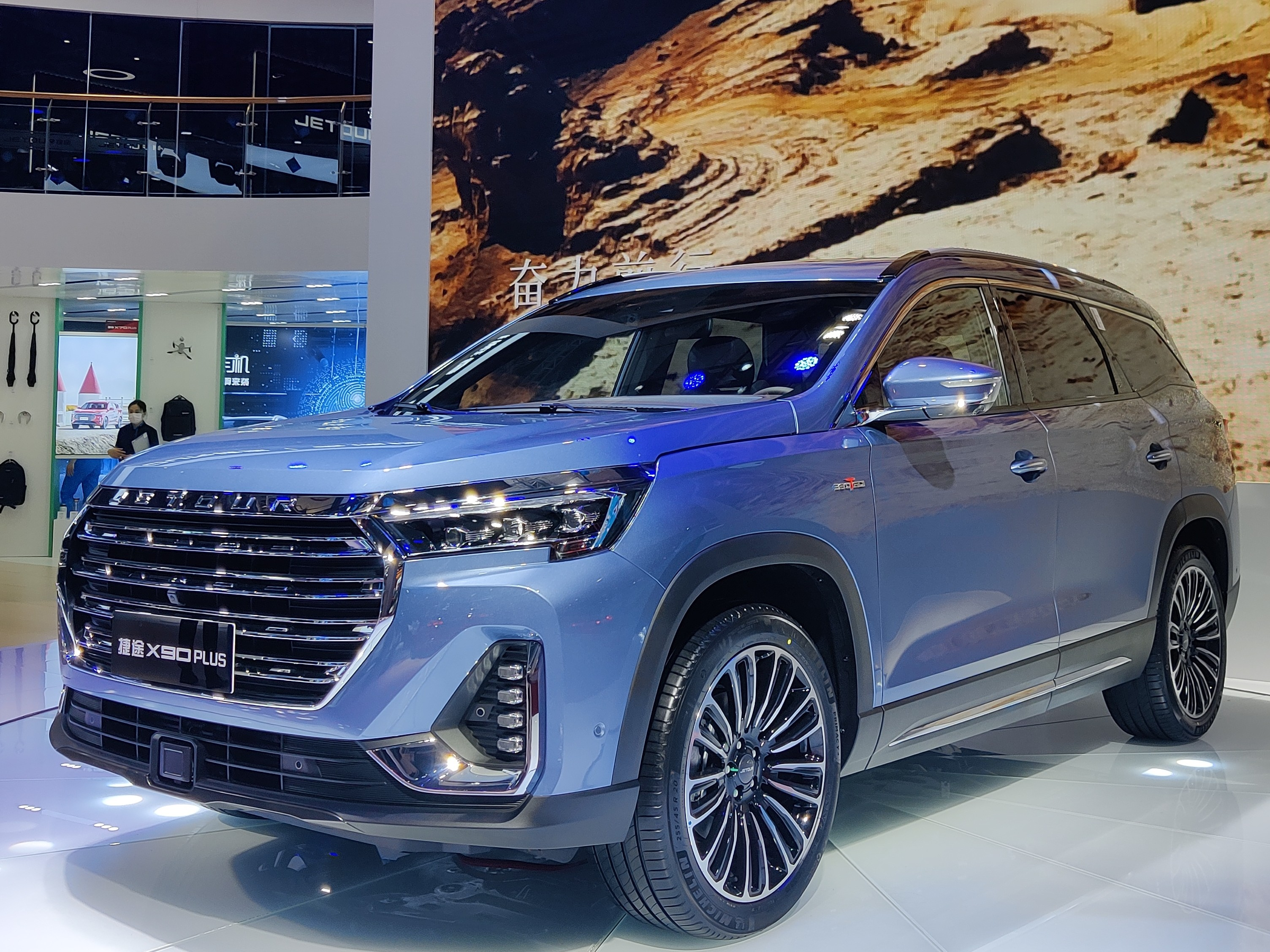
Jetour X90 Plus
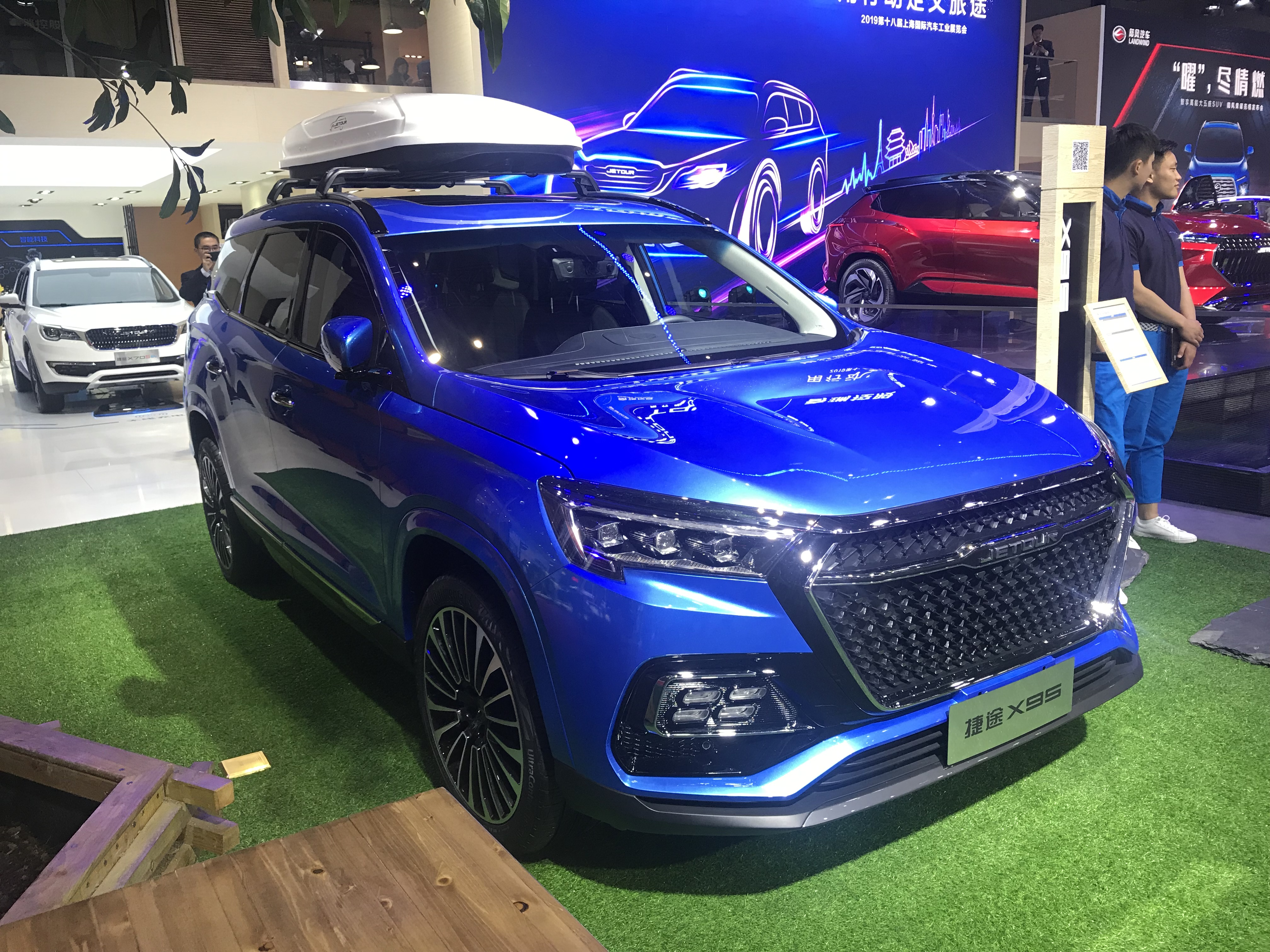
Jetour X95
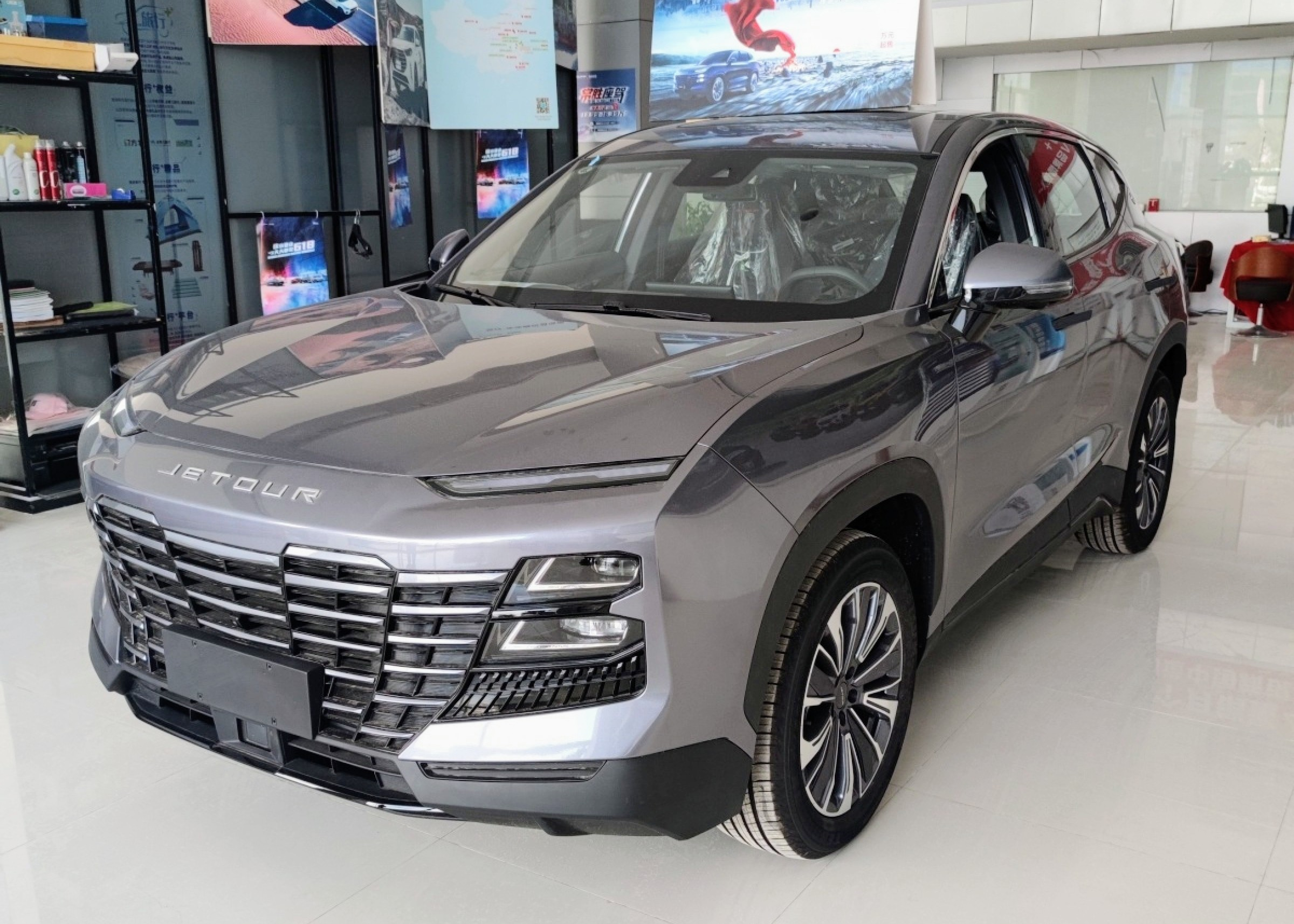
Jetour Dashing

### iCAR
iCAR és la marca de vehicles elèctrics de Chery dirigida a clients joves, llançada l'abril de 2023.
- iCAR 03 (2023-present)
- iCAR GT (2023-present)

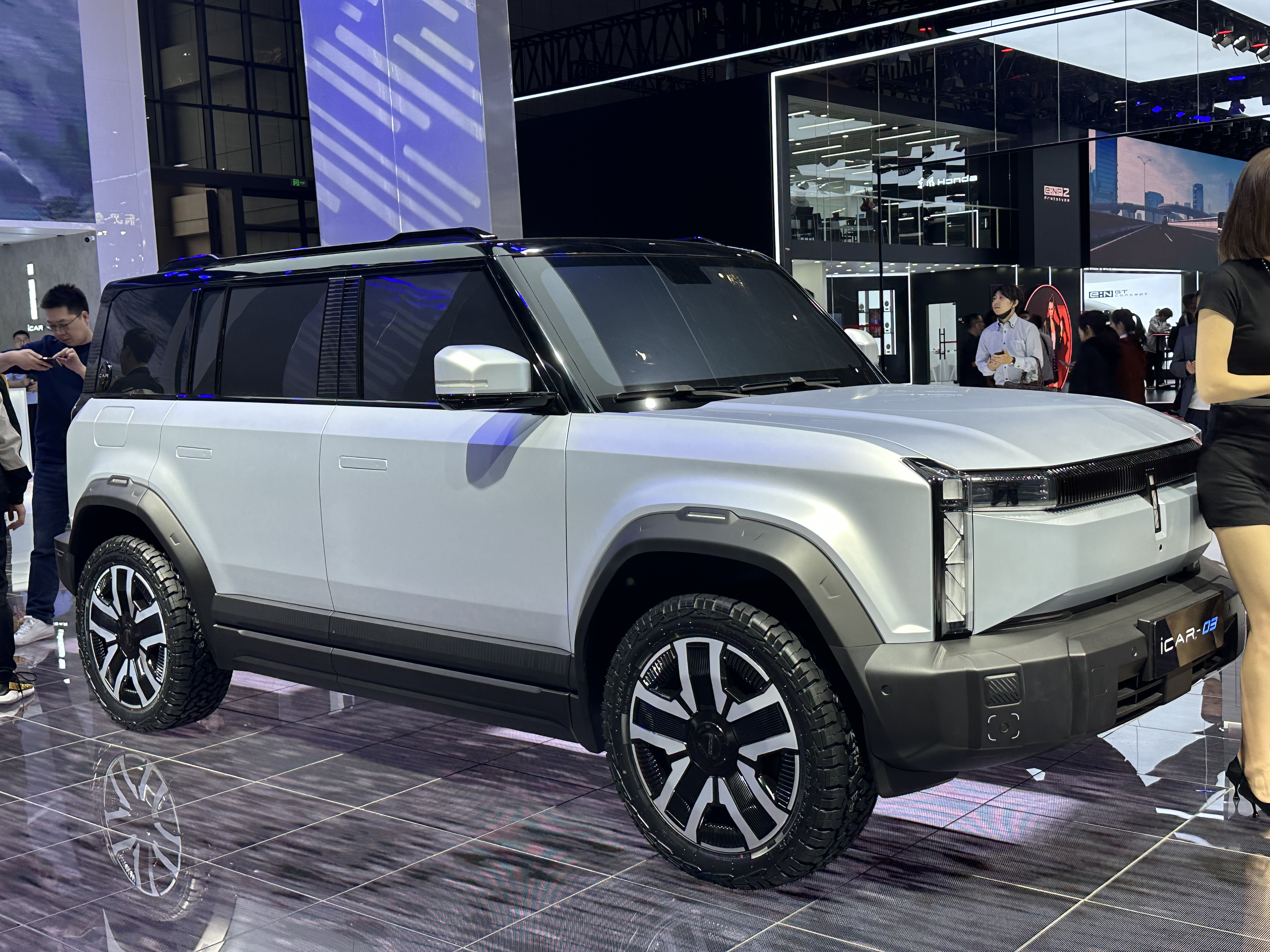
iCAR 03
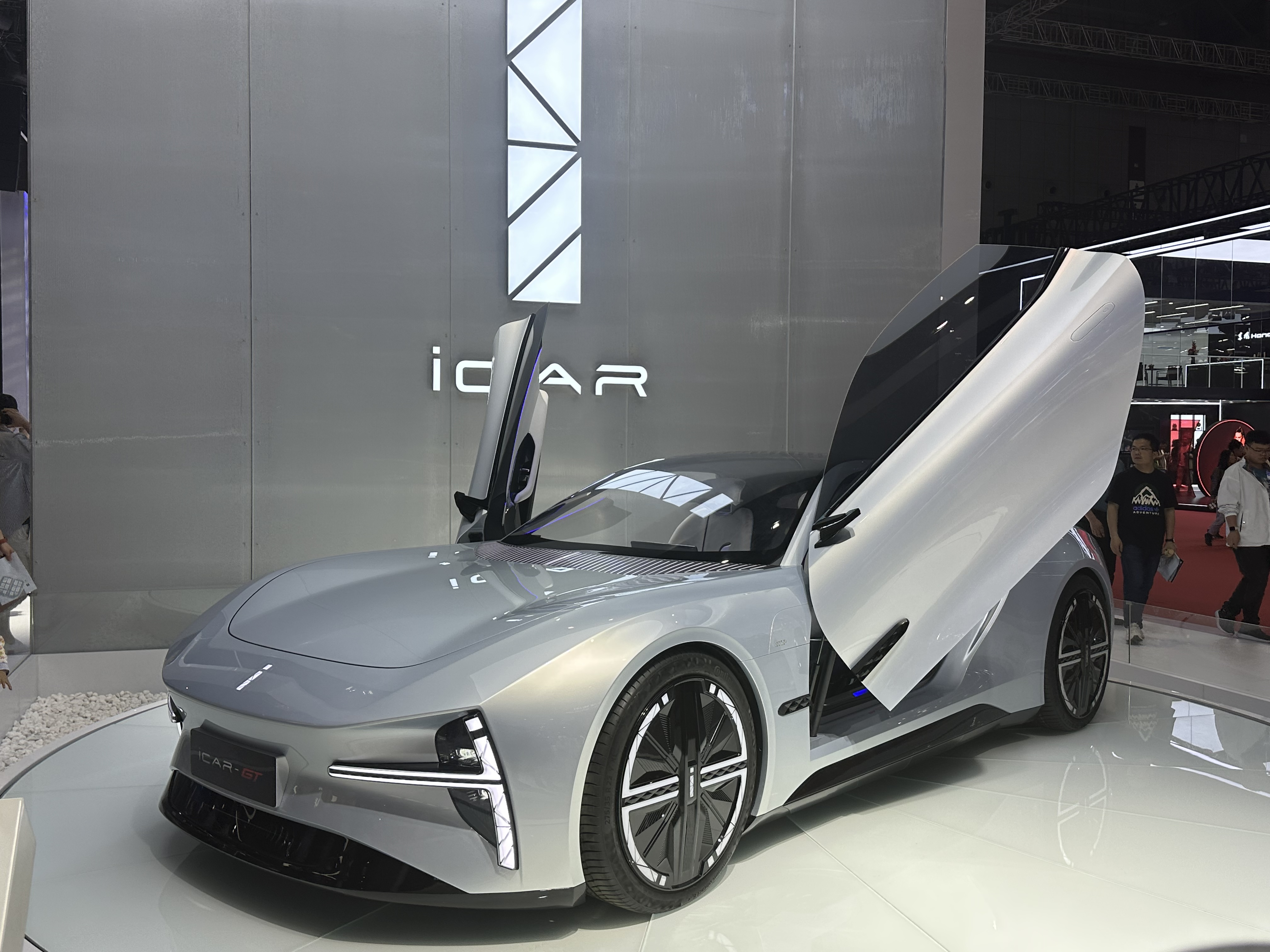
iCAR GT

### Luxeed
Luxeed és la marca de vehicles elèctrics premium de Chery en cooperació amb Huawei. El primer cotxe, una berlina executiva elèctrica premium s'ha de presentar el tercer trimestre de 2023, i seria el primer cotxe amb el sistema Harmony OS 4 a bord.

### Karry
Karry és una marca de vehicles comercials lleugers.

### Marques a l'estranger
Jaecoo i Omoda són les marques de Chery destinades específicament a vendes a l'estranger.

#### Omoda

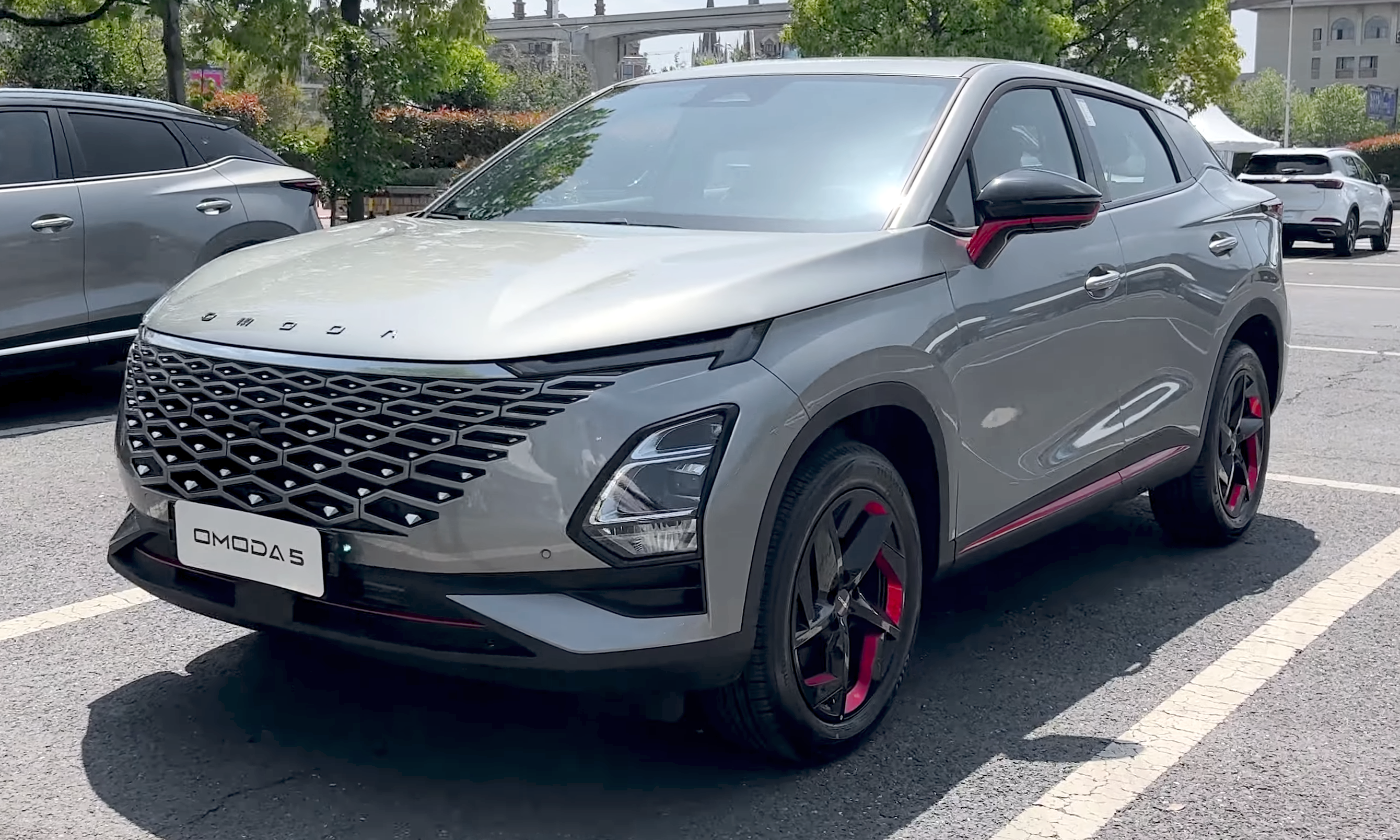
Omoda C5

#### Jaecoo
- Jaecoo 7, rebadged Chery Explore 06 (2023–present)
- Jaecoo 9, rebadged Chery Tiggo 9 (2023–present)

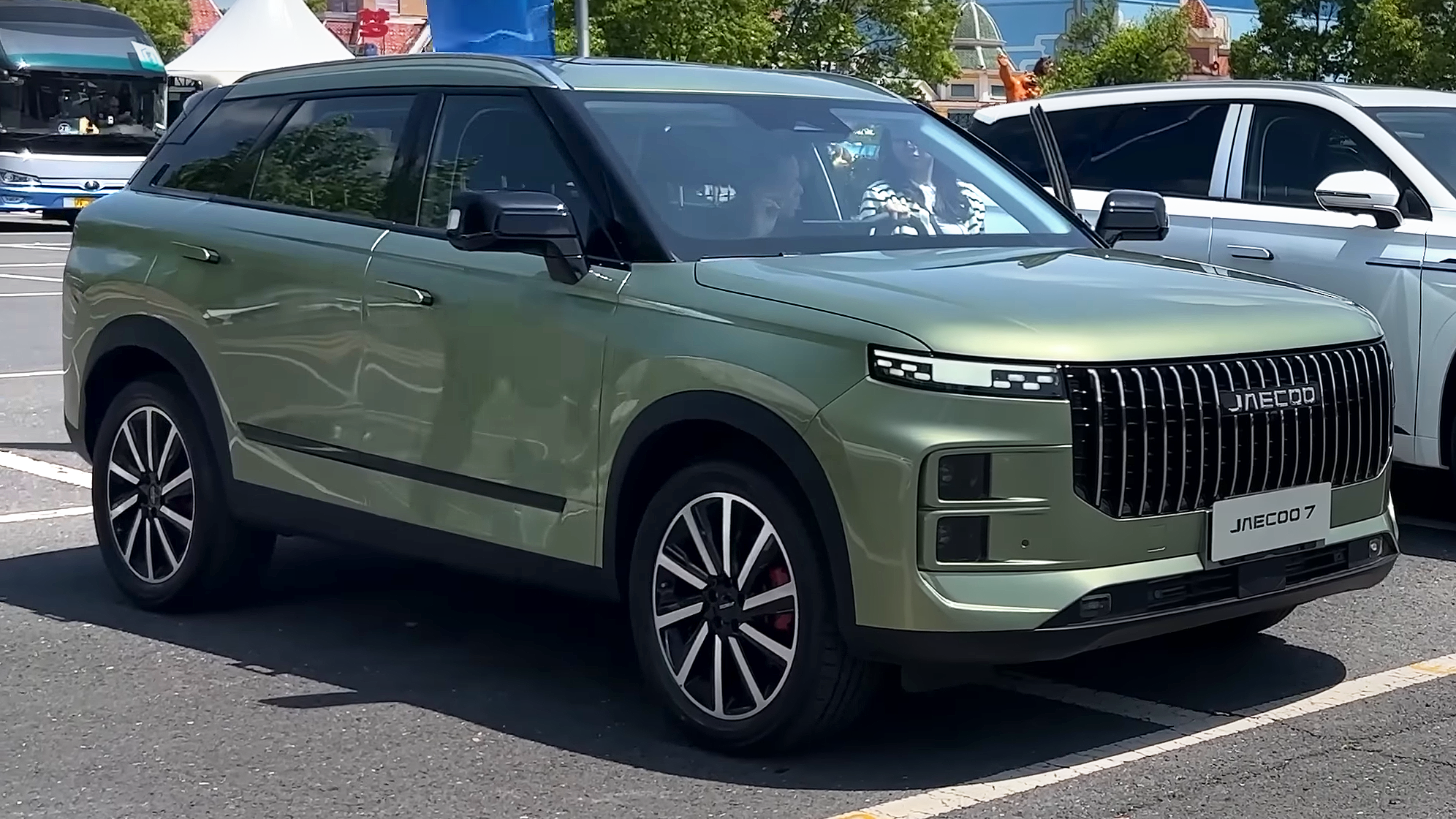
Jaecoo 7
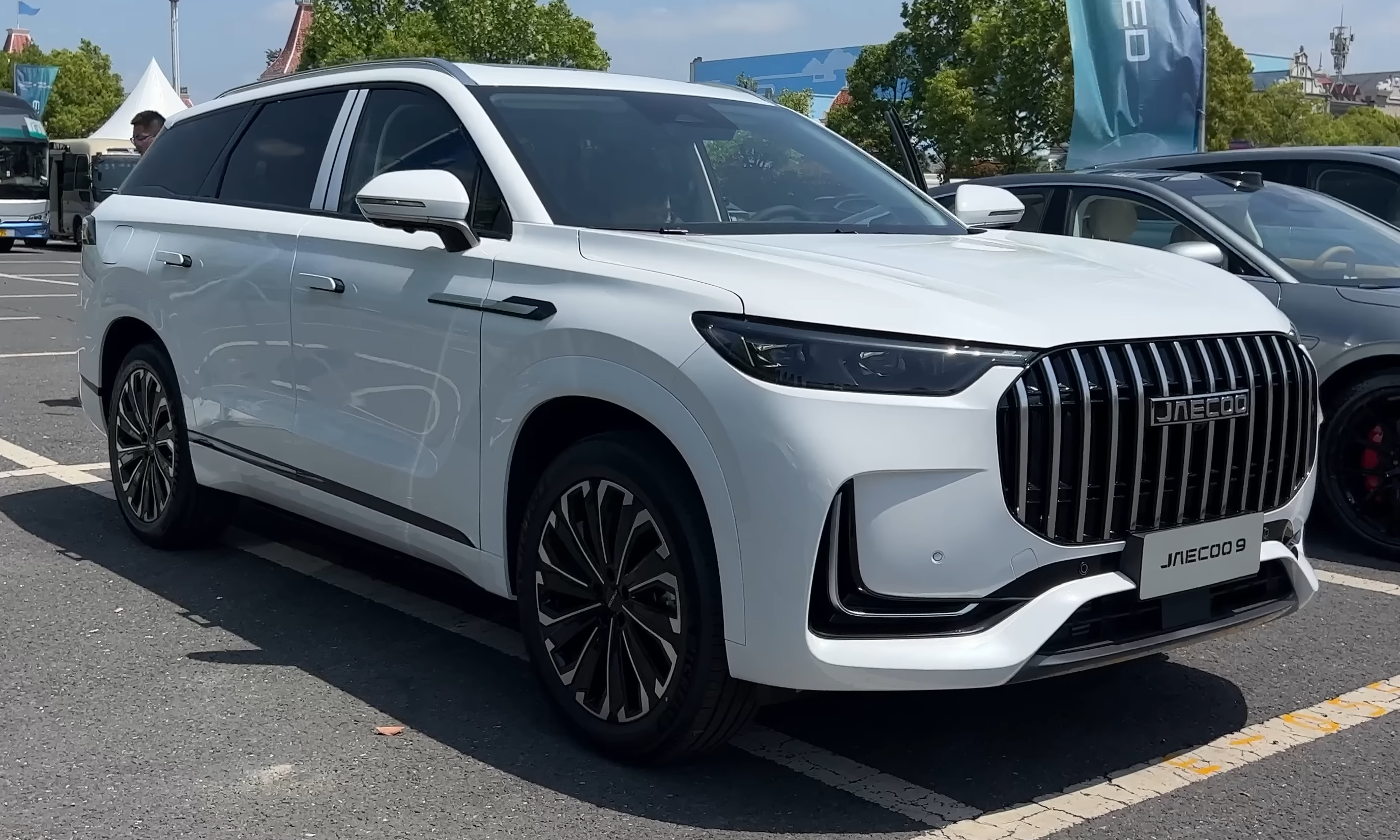
Jaecoo 9

### Chery
| Model                                         | Production | Picture | Note                       | Code                  |
| --------------------------------------------- | ---------- | ------- | -------------------------- | --------------------- |
| Chery QQ                                      | 2003–2022  |         | Mini car                   | S11(gen.1) S15(gen.2) |
| Chery QQ6/Cowin 1                             | 2006–2010  |         | Mini car                   | S21                   |
| Chery A1                                      | 2007–2015  |         | Mini car                   | S12                   |
| Chery QQme                                    | 2009–2011  |         | Mini car                   | S16                   |
| Chery A11/Fulwin                              | 1999–2006  |         | Subcompact sedan           | A11                   |
| Chery A13/Fulwin 2                            | 2008–2019  |         | Subcompact sedan/hatchback | A13                   |
| Chery A15/Cowin 2                             | 2003–2010  |         | Subcompact sedan           | A15                   |
| Chery A19/E3/Cowin E3                         | 2013–2015  |         | Subcompact sedan           | A19                   |
| Chery A3/J3                                   | 2008–2015  |         | Compact sedan/hachtback    | M11(sedan) M12(hatch) |
| Chery A5/Cowin 5                              | 2006–2010  |         | Compact sedan              | A21                   |
| Chery E5                                      | 2011–2016  |         | Compact sedan              | A21FL-C               |
| Chery Eastar5/Riich V5                        | 2006–2015  |         | Compact station wagon      | B14                   |
| Chery Eastar Chery Easter II/E8 Chery Cowin 5 | 2006–2016  |         | Midsize sedan              | B11(gen.1) B16(gen.2) |
| Chery Arrizo 3                                | 2015–2020  |         | Subcompact sedan           | A16                   |
| Chery Arrizo 7                                | 2013–2018  |         | Compact sedan              | M16                   |
| Chery Arrizo M7                               | 2015-2018  |         | Compact MPV                |                       |
| Chery Tiggo 5                                 | 2013–2021  |         | Compact SUV                | T21                   |

### Karry
| Model                                | Production | Picture | Note        | Code |
| ------------------------------------ | ---------- | ------- | ----------- | ---- |
| Karry Youyi Chery A18                | 2007-2011  |         | Compact MPV | A18  |
| Karry Youpai/Yousheng Chery Q21/Q21D | 2009-2012  |         | Compact MPV | Q21  |
| Karry Youyou Chery Q22/Q22B          | 2011–2012  |         | Compact MPV | Q22  |
| Karry Youya Chery S22 Riich R2       | 2006–2013  |         | Compact MPV | S22  |

### Riich
La marca Riich es va suspendre el 2012.
| Model                      | Production | Picture | Note            | Code |
| -------------------------- | ---------- | ------- | --------------- | ---- |
| Riich M1 Riich M5 Riich X1 | 2009–2014  |         | Mini car        | S18  |
| Riich G3                   | 2011–2014  |         | Compact sedan   | A19  |
| Riich G5                   | 2009–2013  |         | Midsize sedan   | A6   |
| Riich G6                   | 2010–2015  |         | Full-size sedan | B12  |

### Rely
Rely era la marca de Chery centrada en vehicles comercials premium. Es va suspendre el 2012.

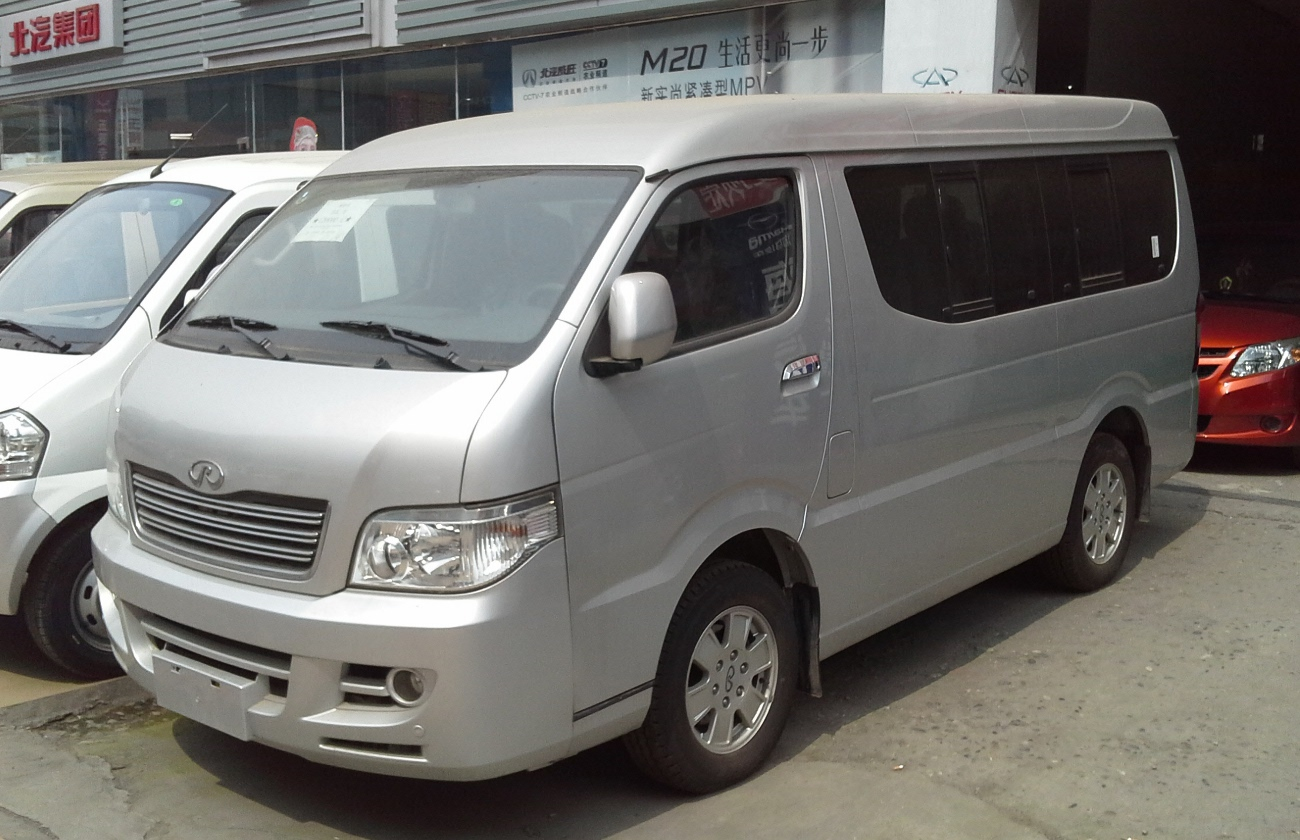
Rely H3
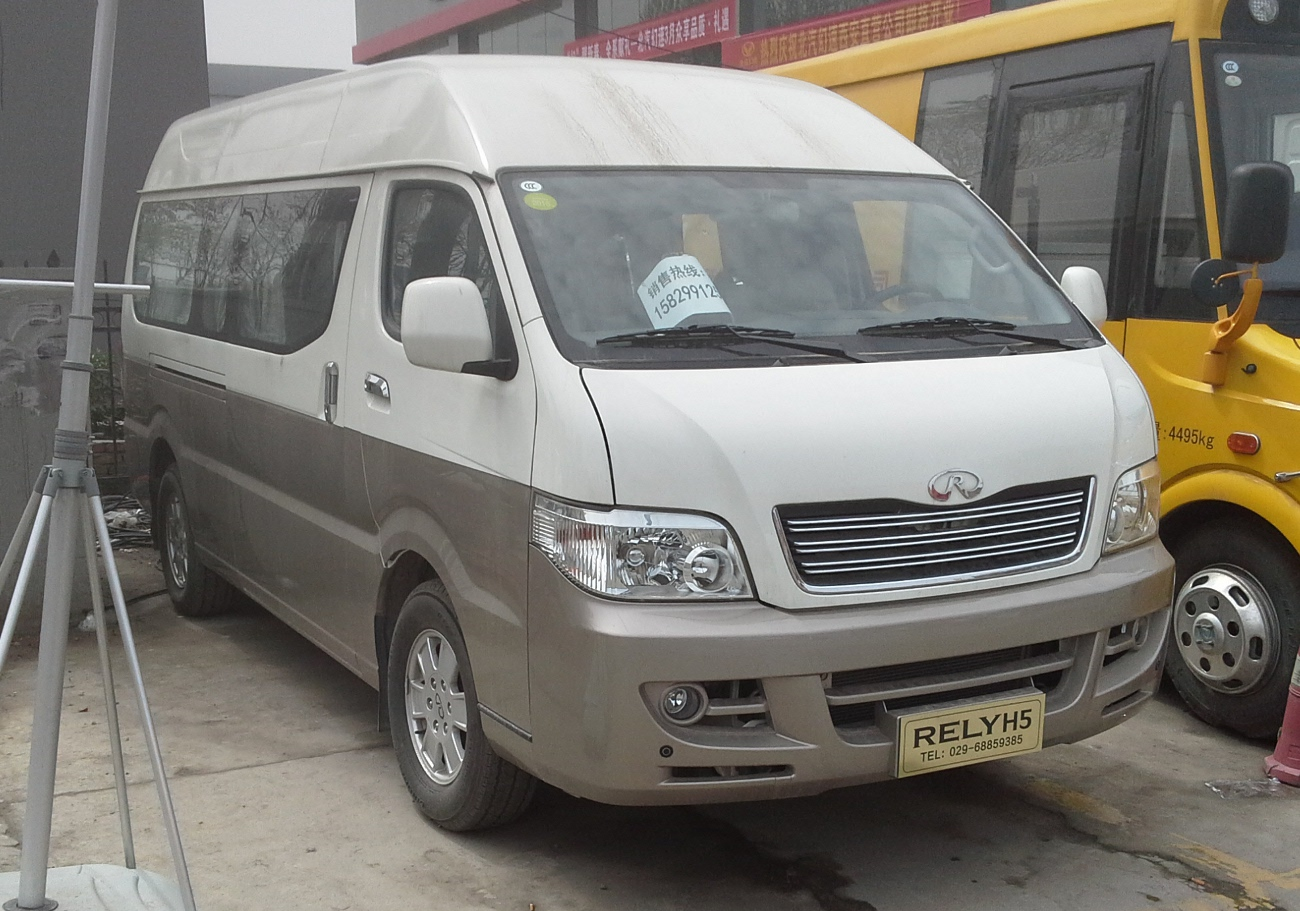
Rely H5
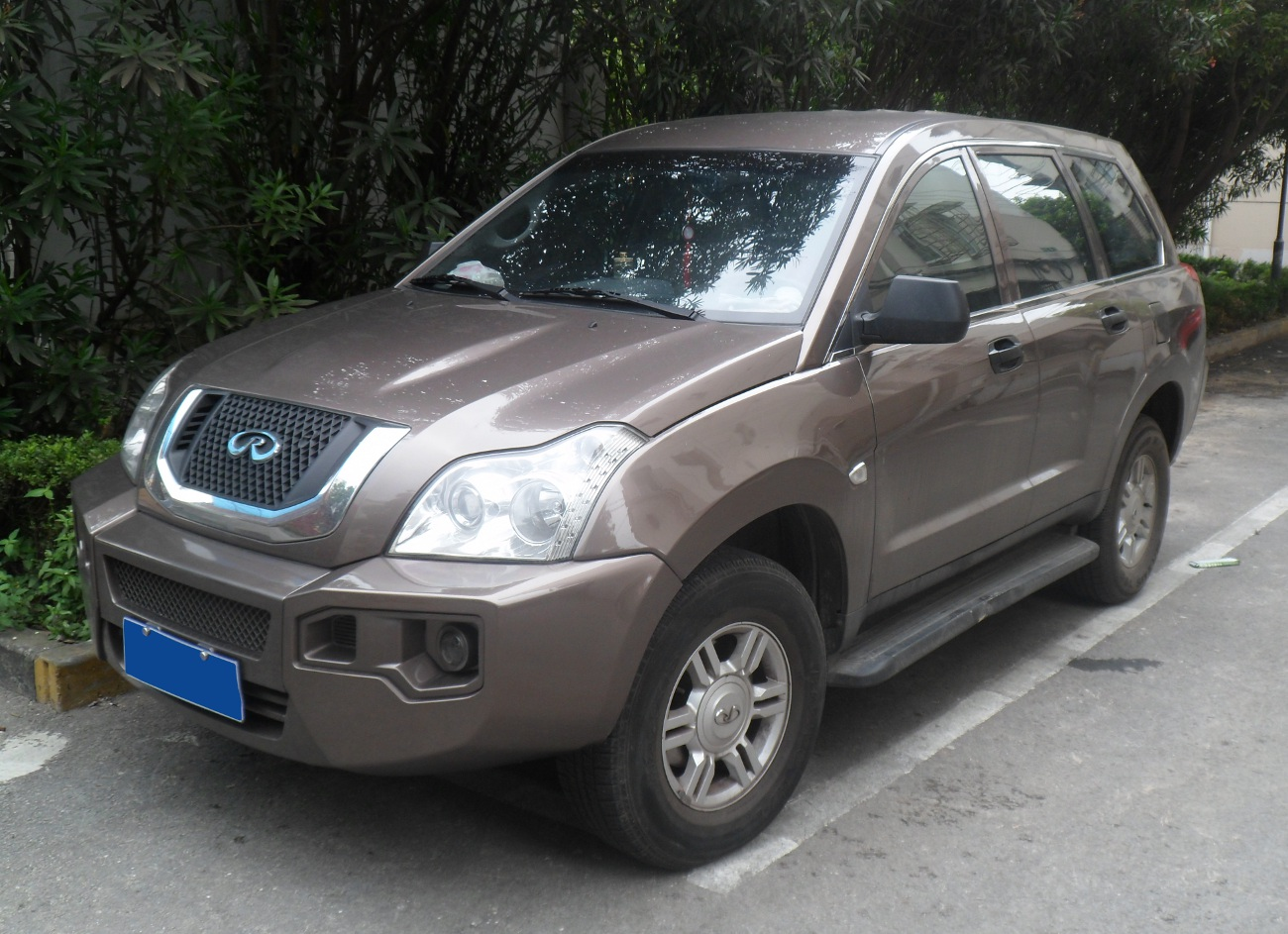
Rely V5
- Rely X5

- Rely H3
- Rely H5
- Rely X5